# Arganda del Rey
Arganda del Rey es un municipio y localidad española de la Comunidad de Madrid, situada a 28 km de Madrid. Enlaza con Madrid a través de varias líneas de Alsa, de la línea 9 de TFM de metro, por la autovía A-3 y por la autopista de peaje R-3 (véase la sección de transporte). La población del término municipal es de 59 513 habitantes (INE 2024).

## Toponimia
Pese a que el primer asentamiento definitivo corresponde a la presencia árabe en la península ibérica, los celtas y después los romanos entraron antes en contacto con la zona. Los filólogos apuntan que el nombre del municipio procede del latín area canda («área blanca»). Existen textos romanos de Ptolomeo donde se citan varias ciudades como asentamientos prerromanos —carpetanos, concretamente— entre los que se cita Alternia, que algunos identifican con Arganda. La hipótesis que sustenta la relación entre Alternia y Arganda es la relación de dieciocho ciudades que en el siglo II d. C. describe Ptolomeo, pero no existe ninguna evidencia arqueológica o epigráfica que nos afirme que tenga una relación directa con Arganda. Existe un resto romano que nos habla del culto a las «ninfas varcilenses», que apareció junto al manantial de Valtierra, pero esta denominación para las tierras argandeñas quedó casi descartada ya que las ninfas en el mundo romano no eran más que divinidades de los manantiales y cumplían un sentido religioso de protección del agua.
Otros autores se decantan por la denominación árabe Arkhanda, de la que podría provenir la denominación actual del pueblo.
Sin embargo, la mayoría de indicios indican a que se trata de un topónimo anterior a la dominación romana, cuyo origen se remonta a la época hispano-celta. Hombres importantes que así opinaron fueron Ramón Menéndez Pidal y Abraham Ortelius, cartógrafo y geógrafo flamenco al servicio de Felipe II, quien identifica Arganda con la 'Uriaganda' celtibérica, que significa 'terreno de las aguas'.
Más remota es la teoría del filólogo Vicente García de Diego, quien afirmó que Argant (plata) recibía su nombre por la posibilidad de que cercano al municipio existiera un yacimiento de este mineral, aunque no se han encontrado ninguna prueba.
La palabra «Arganda» en su forma Arkanta, y que seguramente se pronunciaba «Arganda» (la sonorización griega NT corresponde a ND), aparece hasta en cuatro ocasiones en uno de los bronces de Botorrita, yacimiento arqueológico próximo a Zaragoza, y llamativo es que en los cuatro casos es nombre de mujer. La comarca de Arganda mantenía una intensa relación con esa zona, poblada por los belos, en el valle medio del Ebro, como manifiestan los hallazgos de monedas de las cercanas Bílbilis y Sekaisa.
El origen celtíbero de «Arganda» nos delata que se trata del espacio poblado más antiguo del municipio, a diferencia de otros lugares con denominaciones latinas, de época romana, como son Valtierra (Valle de tierra), Valdocarros (valle de —paso de— carros), Villares o Vilches (del latín: villicis), que nos indican la presencia de villas romanas.
Acerca de su origen etimológico todo apunta a que proviene de la raíz de origen indoeuropeo arg, que significa «claro, blanco, brillante». Pese a que existen muchos nombres semejantes, aunque solo hay un topónimo exactamente igual, «Arganda», un pequeño caserío navarro, con molino fluvial, también denominado Errateta, y que da nombre a un arroyo. En la mayoría de estos núcleos existe la particularidad de que casi todos los topónimos similares a Argan se asocian a cursos fluviales, seguramente referidos a sus aguas, limpias, claras o transparentes. Sin ir más lejos, en Madrid tenemos el distrito de Arganzuela, junto al Río Manzanares.
Existen tres razonamientos que evocan al porqué de su nombre, son los siguientes:
El primero de ellos argumenta que la razón del nombre lo debe a la raíz celtibérica Arg, que hace referencia a claridad o luz, por lo blanquecino de sus tierras calizas. Otra de las teorías nos dice que debido a que el nombre es un hidrónimo, que delata la presencia de aguas. Algo muy razonable ya que Arganda cumple con ese perfil. La última teoría argumenta que se trata de un antropónimo, asociando su primera ocupación a una persona conocida por ese nombre, como apunta el bronce de Botorrita, donde aparece cuatro veces el nombre de una mujer: arkanta: mezukenoskue: abokum, traducido Arganda y Medúgeno (del clan) de los Abos; arkanta: loukanikum, traducido Arganda (del clan) de los Lucanos; arkanta: teiuantikum, traducido Arganda (del clan) de los Divantos; arkanta: toutinikum, traducido Arganda (del clan) de los Tutinos.
Más recientemente, en el siglo XVIII, varios estudiosos de Alcalá de Henares y Salamanca expusieron una hipótesis que afirmaba que el pueblo estaba dedicado al mitológico Argos, hijo de Agénor y Gea, gigante de más de 100 ojos alrededor de la cabeza y, que, aún dormido mantenía abierto más de 50. Se basaron seguramente en los restos arqueológicos encontrados en Valtierra y Valdocarros.
El apelativo 'del Rey' tiene su origen en el siglo XVI. Por aquel entonces Arganda era un señorío perteneciente al Arzobispado de Toledo, pero en 1581 Felipe II lo compró pagando 10 000 ducados, y otorgando la condición de villa de realengo.

## Geografía
El municipio está situado a una altitud de 613 m sobre el nivel del mar.
| Noroeste: Rivas-Vaciamadrid     | Norte: Velilla de San Antonio | Nordeste: Loeches          |
| Oeste: Rivas-Vaciamadrid        |                               | Este: Campo Real           |
| Suroeste: San Martín de la Vega | Sur: Morata de Tajuña         | Sureste: Perales de Tajuña |

### Clima

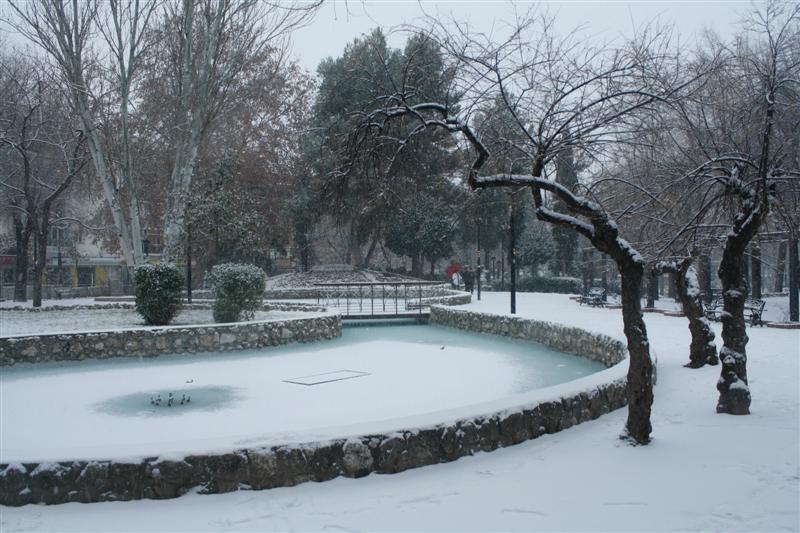
Parque Carlos González nevado (enero de 2009)

De acuerdo a los datos de la tabla a continuación y a los criterios de la clasificación climática de Köppen modificada el clima de Arganda del Rey es mediterráneo de tipo Csa —templado con verano seco y caluroso—.
| Parámetros climáticos promedio de Arganda del Rey en el periodo 1972-2003 | Parámetros climáticos promedio de Arganda del Rey en el periodo 1972-2003 | Parámetros climáticos promedio de Arganda del Rey en el periodo 1972-2003 | Parámetros climáticos promedio de Arganda del Rey en el periodo 1972-2003 | Parámetros climáticos promedio de Arganda del Rey en el periodo 1972-2003 | Parámetros climáticos promedio de Arganda del Rey en el periodo 1972-2003 | Parámetros climáticos promedio de Arganda del Rey en el periodo 1972-2003 | Parámetros climáticos promedio de Arganda del Rey en el periodo 1972-2003 | Parámetros climáticos promedio de Arganda del Rey en el periodo 1972-2003 | Parámetros climáticos promedio de Arganda del Rey en el periodo 1972-2003 | Parámetros climáticos promedio de Arganda del Rey en el periodo 1972-2003 | Parámetros climáticos promedio de Arganda del Rey en el periodo 1972-2003 | Parámetros climáticos promedio de Arganda del Rey en el periodo 1972-2003 | Parámetros climáticos promedio de Arganda del Rey en el periodo 1972-2003 |
| Mes                                                                       | Ene.                                                                      | Feb.                                                                      | Mar.                                                                      | Abr.                                                                      | May.                                                                      | Jun.                                                                      | Jul.                                                                      | Ago.                                                                      | Sep.                                                                      | Oct.                                                                      | Nov.                                                                      | Dic.                                                                      | Anual                                                                     |
| ------------------------------------------------------------------------- | ------------------------------------------------------------------------- | ------------------------------------------------------------------------- | ------------------------------------------------------------------------- | ------------------------------------------------------------------------- | ------------------------------------------------------------------------- | ------------------------------------------------------------------------- | ------------------------------------------------------------------------- | ------------------------------------------------------------------------- | ------------------------------------------------------------------------- | ------------------------------------------------------------------------- | ------------------------------------------------------------------------- | ------------------------------------------------------------------------- | ------------------------------------------------------------------------- |
| Temp. media (°C)                                                          | 5.5                                                                       | 7.0                                                                       | 9.9                                                                       | 12.0                                                                      | 15.6                                                                      | 21.3                                                                      | 24.0                                                                      | 23.6                                                                      | 20.0                                                                      | 14.2                                                                      | 8.8                                                                       | 5.9                                                                       | 14.0                                                                      |
| Precipitación total (mm)                                                  | 42.8                                                                      | 43.0                                                                      | 32.2                                                                      | 53.0                                                                      | 47.3                                                                      | 26.1                                                                      | 9.8                                                                       | 20.4                                                                      | 30.9                                                                      | 48.9                                                                      | 58.7                                                                      | 56.6                                                                      | 469.7                                                                     |
| [cita requerida]                                                          |                                                                           |                                                                           |                                                                           |                                                                           |                                                                           |                                                                           |                                                                           |                                                                           |                                                                           |                                                                           |                                                                           |                                                                           |                                                                           |

### Fauna y flora

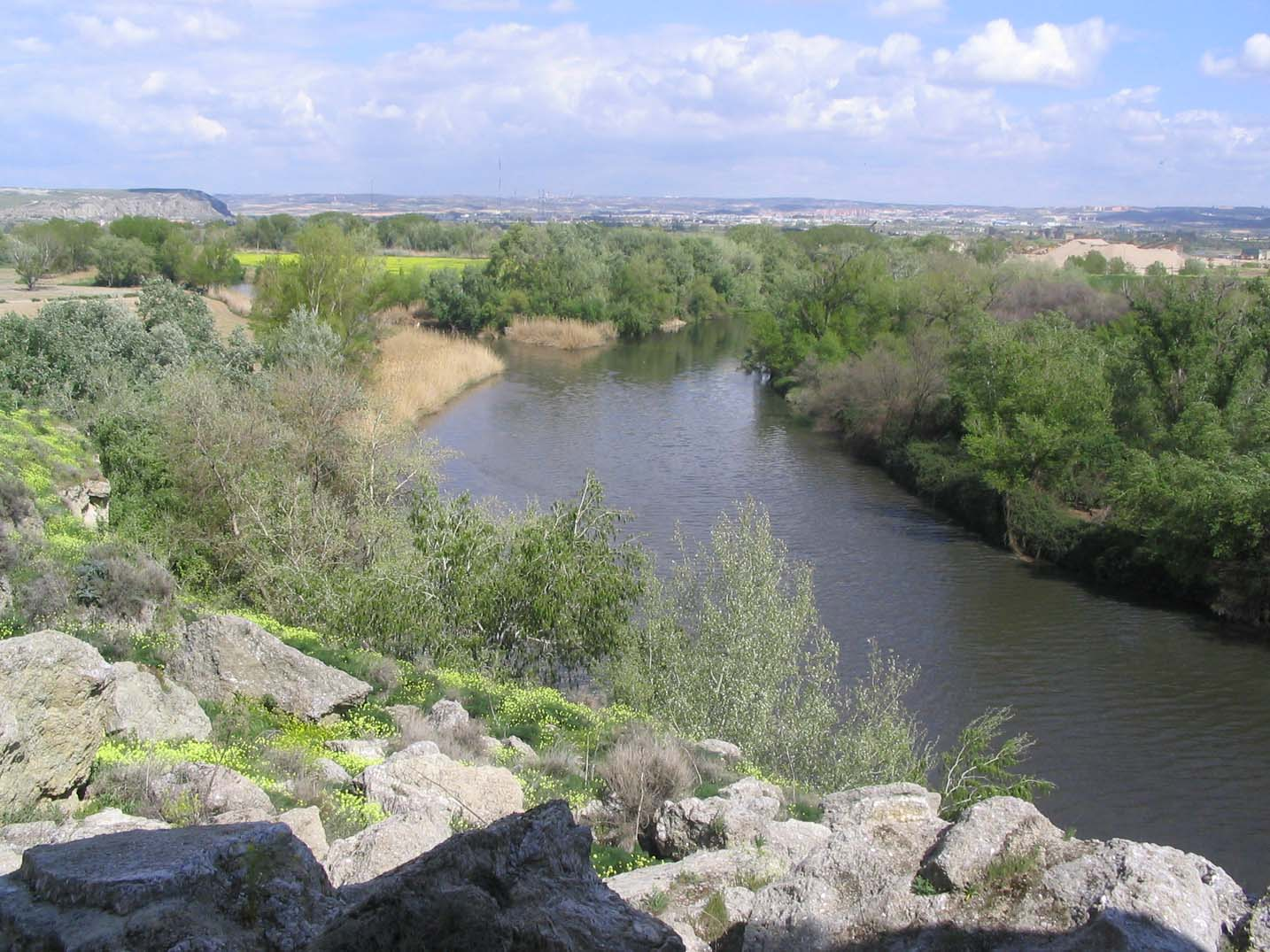
Desembocadura del Manzanares en el Jarama con Arganda de fondo

Arganda del Rey está, en parte, englobado dentro del parque regional del Sureste, ocupando la zona sur, oeste y noroeste y haciendo de límite el propio casco urbano. El objetivo de la denominación del parque es proteger los elementos y ecosistemas de la fauna, la flora, el paisaje o el agua, y a su vez disminuir los niveles de contaminación atmosférica, acústica y del suelo. La vegetación autóctona de Arganda soporta bien las condiciones de sequedad y evaporación existentes, gracias al clima mediterráneo continentalizado. Dentro de estas especies destacan el encinar, que se sustituye por el quejigar, en las zonas de pendientes y barrancos donde existe mayor humedad. Se puede considerar al encinar como prácticamente desaparecido como bosque en el municipio. El coscojar se distribuye por el sur del municipio mientras que el esparto es una de las especies que representan la última fase de degradación de los encinares, coscojales, etc.
La vegetación existente en la actualidad se reduce principalmente a cultivos de secano, zonas de repoblación forestal y diversos tipos de matorral. Las especies arbóreas más abundantes son los pinares de repoblación, siendo el más importante la Dehesa del Carrascal. Los chopos, fresnos y olmos son las especies predominantes en los sotos fluviales.
Cabe mencionar el terreno, que tiene una alta calidad agrícola y una elevada densidad de hábitats faunísticos. En los últimos años, sin embargo, los parajes naturales de Arganda han sufrido agresiones. El caso más destacado es el de la campiña de olivos y viñedos, la mejor tierra de Arganda, hoy sustituida en gran medida por el polígono industrial. En menor medida las vegas de Valtierra, Vilches y la Dehesa del Carrascal. A modo de anécdota cabe mencionar la pérdida de una tradición que desapareció hace no demasiados años y que consistía en ir a pescar y a bañarse al Jarama. Algo que hoy en día, salvo rara excepción, no sucede.

### Espacios naturales
Dehesa del Carrascal

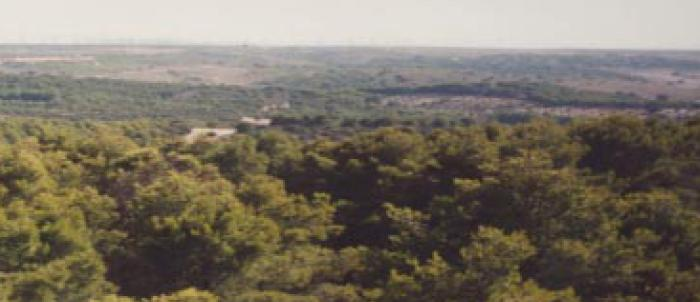
Vista de la Dehesa del Carrascal

Es la principal masa forestal de Arganda del Rey, con una extensión de 131 hectáreas. Se encuentra situada al sur del municipio, delimitada al norte por el barrio de Los Almendros, al este con el camino de Los Jarales, al sur con la autovía A-3 y al oeste con la carretera comarcal C-300. La zona pertenece al parque regional de los Cursos Medios de los Ríos Jarama y Manzanares, pese a su relativo alejamiento respecto del eje del parque, pero incluido por su interés biológico. La zona mejor conservada está catalogada como «Zona B» de Reserva Integral, el resto se clasifica como «Zona D», de Explotación Ordenada de los Recursos Naturales. La importancia actualmente de la Dehesa radica en que se trata del último reducto del original bosque mediterráneo que poblaba el pueblo y la región. Es la única representación de encinar manchego en todo el parque del Sureste. La masa principal de vegetación se define en dos grupos muy identificados: por un lado quejigos, encinas y coscojas, por el otro pino carrasco. Tradicionalmente los vecinos de Arganda obtenían leñas para uso doméstico. El objetivo principal de la implantación del pino fue la regeneración del suelo para conseguir la reintroducción natural de la vegetación originaria del monte.
El arbolado básico está formado por restos de la masa original y la presencia de manchas de pino de repoblación. Las principales especies tienen que ver con el tipo de suelos subyacentes. El monte tiene dos épocas geológicas diferentes fácilmente reconocibles por los perfiles del suelo, a lo largo de la senda principal de la zona. Por un lado suelos silíceos de cuarcitas y cantos rodados de tonalidades marrones y, por otro, los afloramientos blanquecinos de margas calizas e incluso yesíferas. La vegetación en cada uno de ellos difiere bastante.

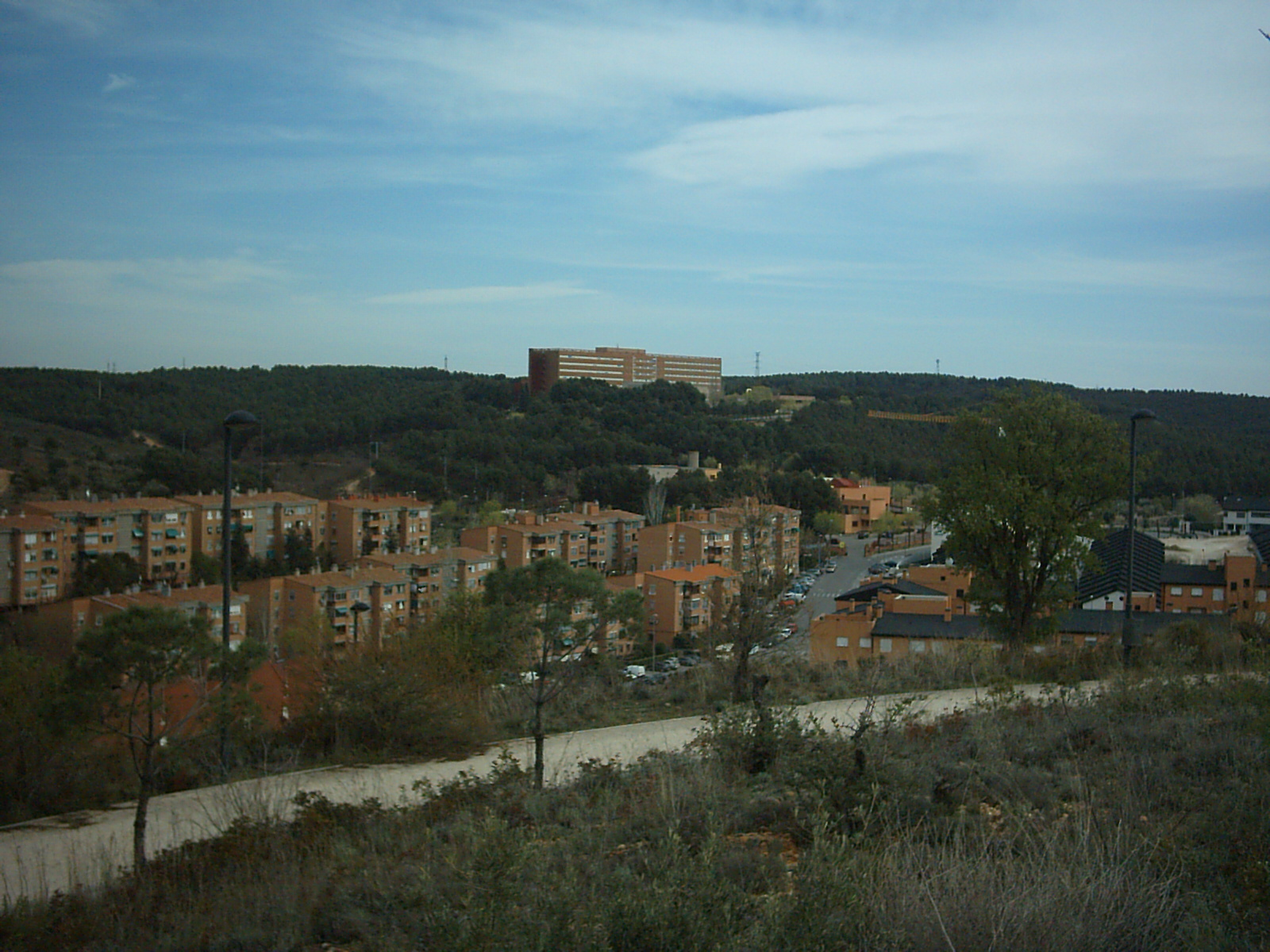
Dehesa del Carrascal con la residencia al fondo

La dehesa acoge una fauna importante, aunque no siempre fáciles de detectar. Las especies más destacadas, de aves y mamíferos, cuya presencia se ha confirmado en la zona son los siguientes: En cuanto a mamíferos: erizo común, musaraña común, murciélago común, conejo, liebre, rata y ratón de agua, ratón campestre, ratón casero, zorro, tejón. En lo que a aves se refiere, podemos encontrar las siguientes: milano real, azor, gavilán, abubilla, chochín, colirrojo, mirlo, zorzal charlo, petirrojo, curruca, pinzón, jilguero, verderón, verdecillo, gorrión, urraca, escribano, cernícalo vulgar, perdiz roja, sisón, ganga común, paloma zurita, tórtola común, cárabo o mochuelo, entre otros.
Uno de los factores que influye de forma decisiva en la distribución y diversidad de la fauna en Arganda es la modificación del medio natural. La influencia antrópica es una causa directa del empobrecimiento de determinadas especies animales, como las aves rapaces. Resulta interesante la abundante población de cigüeña blanca, que se haya establecida al oeste del término municipal. La variedad de aves de presa que existen en el Arganda dentro del grupo de los falconiformes es muy amplio: halcón peregrino, cernícalo común y milano negro, así como el alcotán, el ratonero común y el aguilucho cenizo, con baja población.

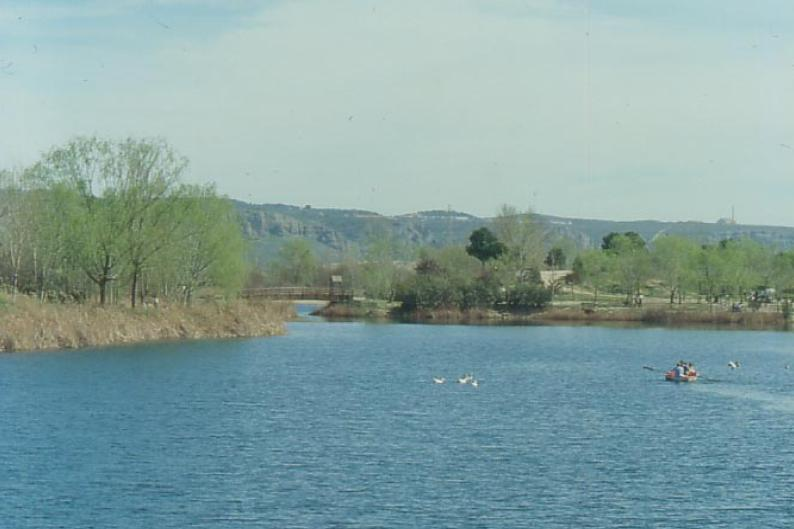
Laguna de las Madres
Las industrias de extracción de áridos han dado lugar a la aparición de estas lagunas. Las Madres son fruto de los restos de una antigua gravera recuperada por el Ayuntamiento de Arganda y la Comunidad de Madrid, sobre la base de un proyecto original de Amigos de la Tierra. Con una superficie de 24.4 hectáreas, este paraje es un gran ejemplo de recuperación ambiental, que ha reportado beneficios medioambientales y sociales a la localidad. En el pasado, estas lagunas se utilizaban como vertedero. La recuperación como entorno ambiental vio la luz en 1991, pero hasta 1995 no se abrió al público. El humedal cuenta con tres lagunas, con profundidades de hasta 15 metros. El complejo está gestionado por una empresa privada y ofrece varios servicios e instalaciones como alquiler de barcas de remo, de caballos, cotos de pesca, observatorio de aves, senda ecológica, lugares de pícnic, etc.
En la zona de reserva natural es posible observar algunas especies singulares como el martín pescador, fochas, ánades, cigüeñas, garza real, somormujos, lavandera blanca, la garcilla bueyera, el cormorán grande, el levanco, etc. En cuanto a la flora, el recinto es un lugar con abundancia, especialmente, de sauces, gracias a que las primeras reforestaciones se hicieron a comienzos de la década de 1990. La vegetación del recinto es el resultado de diferentes trabajos de reforestación. En su mayor parte se trata de especies autóctonas del valle y la ribera del Jarama. En 1998 se introdujeron truchas arco-iris para la creación de una escuela de pesca «sin muerte», única modalidad permitida en la actualidad, que ha permitido la supervivencia de esta especie. La senda ecológica discurre perimetralmente a las dos primeras lagunas. La variedad de especies de fauna está condicionada por la presencia de láminas de agua y vegetación de ribera.
Lagunas de la Esperilla
Conjunto de lagunas situadas al oeste de Arganda, cerca de la carretera de Chinchón (M-506). Son reserva natural y no se permite el acceso al público, pese a que algunas de estas lagunas tuvieron equipamiento turístico —como el camping Los Lagos— y dos lagunas ocupadas para la práctica de motorismo acuático. Actualmente el paraje se encuentra bastante abandonado y hasta hace poco era un auténtico vertedero, de hecho en alguna de las lagunas más recónditas lo sigue siendo. Su interés principal radica en la variedad de láminas de agua y en el potencial que encierra para el aprovechamiento futuro de algunas de ellas.

## Historia

### Edad Antigua
La estratégica situación de Arganda como camino al Mediterráneo desde Madrid ha hecho de esta población a lo largo del tiempo un lugar apetecible y espectador de lujo de varios capítulos históricos, donde se han asentado varias civilizaciones en su larga historia.
La primera presencia en la zona corresponde con la llegada de los celtas, dedicados al cultivo de cereales y a la cría de animales. Sin embargo, ni estos, ni los siguientes pobladores, los romanos, fundaron un asentamiento definitivo.
Hacia el 1000 a. C., los pueblos centroeuropeos entran por los pirineos, mezclándose con la población autóctona. Todo indica que los que se asentaron en la zona actual de Arganda eligieron Vilches, ya que estos solían ubicarse cerca a los valles o ríos.
Los romanos se hicieron con el control de esa zona en el 78 a. C. al mando de Sertorio. El desarrollo comercial se vio desarrollado con la construcción de calzadas.

### Edad Media
El primer asentamiento no se produjo hasta la llegada de los árabes, quienes dejaron la base de un núcleo de población y que sería consolidado en la Reconquista. En el siglo XI Arganda es conquistada por Castilla. Entre el 25 de marzo de 1190 y 1214, formaría parte del Sexmo de Tajuña, perteneciente a la Comunidad de Ciudad y Tierra de Segovia, en 1214 pasaría a la silla del Arzobispado de Toledo. Se cree que no expandió su población de manera notable hasta el siglo XIV. Aunque el hecho no está contrastado, se dice que esta expansión se debió al abandono de sus tierras de los vecinos de Valtierra y Vilches debido a una invasión de termitas. La mayoría de los historiadores cree más probable que esa migración se debiera a la Peste Negra (1348).

### Edad Moderna

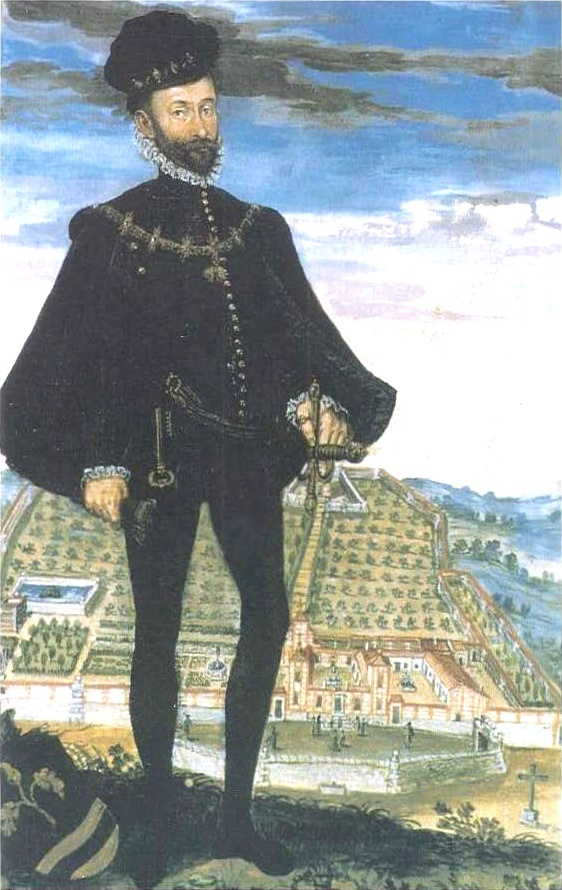
Hans Khevenhüller y su Casa de Arganda. Acuarela sobre papel, Museo Castillo Hochosterwitz (Carintia), colección Khevenhüller-Metsch

La consolidación de Arganda llega con la Edad Moderna. Esta migración dio al pueblo otra dimensión, creció más, el pueblo descendió del cerro al llano y aparecieron nuevas calles.

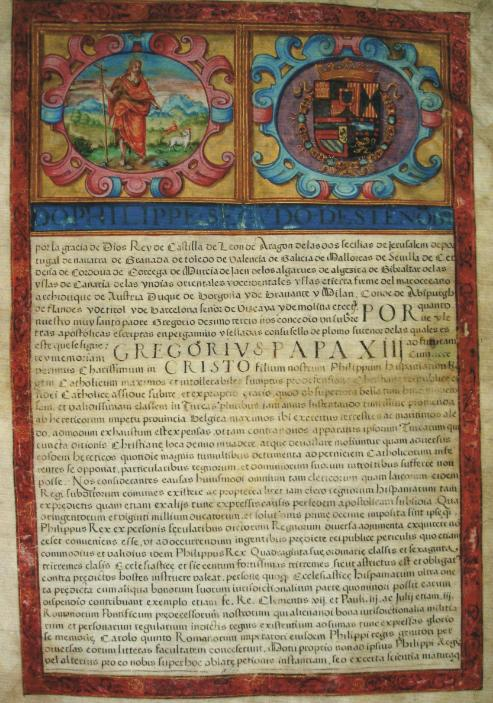
Carta de Felipe II donde concede a Arganda la condición de villa de realengo, 12 de marzo de 1583

Hasta finales de 1580 Arganda pertenece al Arzobispado de Toledo. Felipe II otorga el título de villa a la población, pero los problemas económicos del municipio hacen que sea vendido al duque de Lerma en 1613. El pueblo se rebela en la toma de posesión en lo que se conoce como el Motín de Arganda.
En 1650, al morir su nieto sin dejar hijos varones, Arganda volvió a ser villa de realengo. Anteriormente en 1594 se había comenzado a construir la Casa del Rey. Fue mandada construir por el embajador de Alemania, Hans Khevenhüller, quien tenía buena relación con la Corte de Felipe II. 
En 1658 comenzó a construirse la ermita de la Soledad y finalizó en 1668. Se amplió y renovó entre 1733 y 1736. Llegada la segunda mitad del siglo XVII, la Compañía de Jesús se establece en Arganda. Esto se prolongó hasta 1764, cuando se vieron obligados a abandonar Arganda debido a que sus propiedades, la ganadería y el vino, estaban exentas de impuestos. Esto no gustó a los responsables de la recaudación fiscal y tuvo como consecuencia la marcha de los jesuitas de la ciudad. La comercialización del vino se centra en unos pocos propietarios que ejercen el control político y económico de la villa a partir del siglo XIX.

### SigloXIX
El siglo XIX es un período de esplendor, de crecimiento económico que propicia mejoras en el municipio, aunque no sin antes tener su protagonismo en la Guerra de la Independencia Española. La población padeció acciones genéricas de pillaje de la mano de la división del mariscal Claude Víctor Perrin.
Otro de los episodios más relevantes en la población fue el incendio que sufrió la ermita de la Soledad, desapareciendo la talla de la patrona, la Virgen de la Soledad, de Gaspar Becerra, que un año después, el 24 de junio de 1810, sería reemplazada por la actual imagen del escultor José Ginés.
En 1821 se construyó el puente sobre el río Jarama. Si bien ya durante la fase de proyección del mismo se advirtió de que su estructura de madera era endeble, la construcción siguió adelante, y pocos meses después de la inauguración el puente se derrumbó. Hasta 1843 no se construiría un nuevo puente, esta vez de hierro, y que perduró hasta finales de siglo cuando fue sustituido por una estructura más robusta. La construcción de este puente metálico permitió el paso del ferrocarril y trajo el desarrollo industrial a la ciudad.

### SigloXX

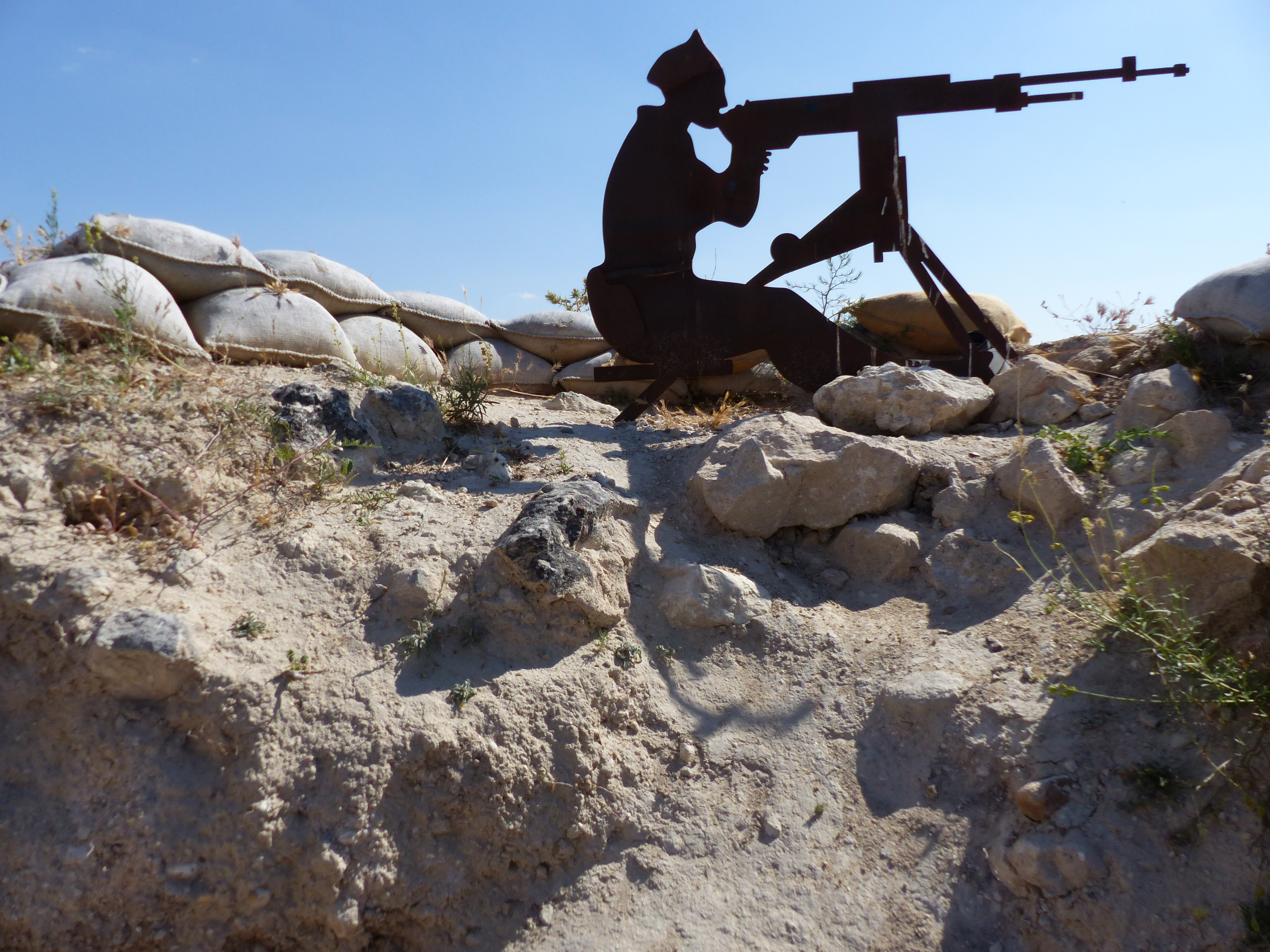
En Cerro Melero se puede visitar en la actualidad diversas trincheras de la Guerra Civil

Superado esto, el crecimiento económico pronto se pone de manifiesto. El municipio de Arganda crece gracias a su industria vinícola y la mejora en la red de transportes. En 1886 se abrió al tráfico una línea férrea de vía estrecha que enlazaba con Madrid, la que se luego se articularía como el ferrocarril del Tajuña. El ferrocarril contaba con una estación propia en el municipio de Arganda del Rey, que disponía de importantes instalaciones. Este ferrocarril no tardó articularse como una de las principales vías de comunicación de la zona para viajeros y mercancías de todo tipo, situación que se mantuvo hasta el declive de esta línea férrea en la década de 1950.
A comienzos del siglo XX se fundó en el municipio una fábrica azucarera —situada en la zona de La Poveda— que daría inició un proceso de industrialización y de una gran expansión demográfica. Los trabajadores de la azucarera apoyarían al advenimiento de la Segunda República y la población sería testigo de excepción en la guerra civil española con la batalla del Jarama.
La defensa del puente de Arganda fue de relevante importancia en la batalla del Jarama, su defensa se había convertido en un emblema, y allí se produjeron los más duros enfrentamientos, llegando incluso al cuerpo a cuerpo entre los días 6 y 9 de febrero de 1937.

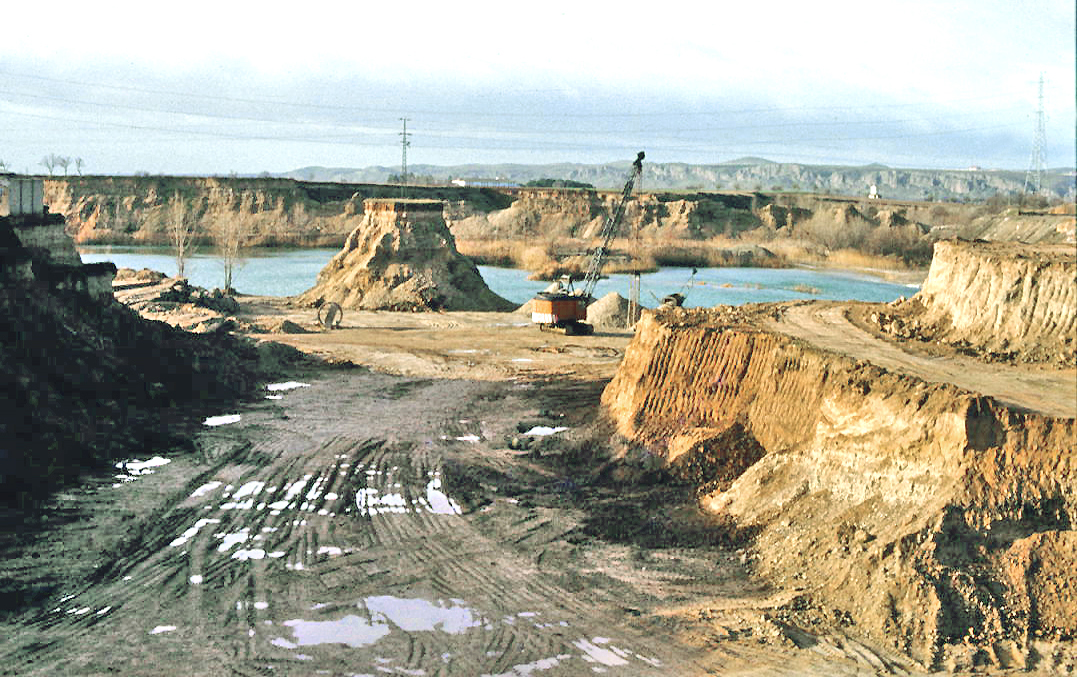
Gravera en Las Asperillas (1978)

En los años 1960 se inicia otra explosión demográfica amparada por el constante crecimiento del polígono industrial pasando de 6000 habitantes en 1960 a 22 000 habitantes en 1981, en su mayor parte por la inmigración de origen andaluz y extremeño —a los que los originarios de la localidad les dieron la despectiva denominación de «mangurrinos»—,[cita requerida] y más recientemente con la acogida de nueva población inmigrante, esta vez mayoritariamente perteneciente a la comunidad rumana, llegando a tener más de 50 000 habitantes en la actualidad. En 1996 el municipio cambió de nombre, pasando a denominarse Arganda del Rey, hasta entonces era solo Arganda.
Durante el siglo XXI la población y la economía han crecido de la mano y a pasos agigantados. Hace mucho que Arganda dejó de ser una pequeña villa para convertirse en lo que es hoy, una moderna ciudad en la Comunidad de Madrid.

## Demografía
Arganda del Rey cuenta con una población de 59 513 habitantes (INE 2024).
| Gráfica de evolución demográfica de Arganda del Rey entre 1842 y 2021 |
| |
| Población de derecho según los censos de población del INE Población de hecho según los censos de población del INEEn estos censos se denominaba Arganda: 1842, 1857, 1860, 1877, 1887, 1897, 1900, 1910, 1920, 1930, 1940, 1950, 1960, 1970, 1981 y 1991 |

En 1900, Arganda solo estaba poblada por 3870 habitantes, 50 años más tarde era de 5076. En los años 60 se inició una explosión demográfica amparada por el constante crecimiento del polígono industrial pasando de 6000 habitantes en 1960 a 22 000 habitantes en 1981, en su mayor parte por la inmigración de origen andaluz, extremeño y de la propia capital.
En 1998 los datos del Instituto Nacional de Estadística revelaron que Arganda había alcanzado los 30 000 habitantes. En 2002, cinco años más tarde, Arganda se situaba en los 34 112 habitantes, y la creciente llegada de inmigrantes procedentes de Rumanía, principalmente, auguraban un crecimiento mucho más potente en los años venideros. Tanto que así fue, según los últimos datos revelados por el INE en 2007, Arganda registraba 47 616 habitantes empadronados, con 11 446 extranjeros, un 24 % de la población total.
La razón a semejante crecimiento encuentra respuesta en su potencial económico. Desde la década de 1990 la población de Arganda ha experimentado un fuerte crecimiento, en gran medida fundamentado por la inmigración y la llegada de jóvenes familias, como así refleja el INE. De 1998 a 2007, Arganda experimentó un crecimiento de más de 11 000 extranjeros, siendo el principal motivo de esto la búsqueda de mejores posibilidades de vida y trabajo, con mayores sectores de empleabilidad para la población extranjera, como es la industria y la construcción.
En lo que a edad media se refiere, en 2002, la cifra promedia era de 36,37 años, en 2007, se rebajó hasta los 35,5 años, aunque sin embargo la edad media de los extranjeros creció notablemente en ese período de los 29,35 años hasta los 36,3. Se esperaba una duplicación de la población, como consecuencia del crecimiento de la zona y de la amplia oferta inmobiliaria, que se vio interrumpida por la crisis de 2008 y el pinchazo de la burbuja inmobiliaria. El incremento poblacional anterior unido a una bajada de los presupuestos disponibles, ha motivado un déficit en los equipamientos y servicios que la localidad presta a sus vecinos. Arganda no ha visto incrementado sus instalaciones en materia sanitaria, educativa, deportiva, cultural, social o de seguridad. En 2016 su población ascendía a 54 256 habitantes (Instituto Nacional de Estadística, diciembre de 2016).

### Inmigración
La inmigración juega un papel fundamental en la historia reciente de Arganda. Prácticamente podríamos decir que empieza a irrumpir con fuerza desde que entramos en el siglo XXI. Previamente apenas estaba radicada en la localidad, como muestran los escasos 325 extranjeros censados que revelaba el Instituto Nacional de Estadística en 1998. Tan solo el 1,1 % de Arganda del Rey. De ese porcentaje la mayoría llegaron procedente de Rumanía, Marruecos y Perú, prácticamente a partes iguales.
De 1998 hasta 2002 llegan cerca de 3000 inmigrantes más a la localidad, una gran mayoría de ellos rumanos. Eran 71,9 % de los extranjeros en Arganda en 2002, muy lejos de los 4,4 % de colombianos, 3,8 % de marroquíes, o 2,8 % de ecuatorianos. Lo que Arganda creció en ese periodo se debe a la llegada de esos casi 3000 extranjeros, que ya conformaban el 9,5 % del municipio.

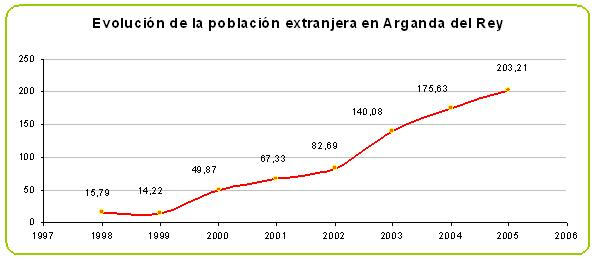
Evolución de la población extranjera en Arganda del Rey

Pero la mayor llegada corresponde al período que va desde 2002 a 2007, donde se pasó de 3231 a 11 446. Un 24 % de los más de 47 000 vecinos censados en Arganda. Se acentuó la llegada de paquistaníes, que se colocaban como el segundo país con mayor afluencia de habitantes tras Rumanía, que siguió creciendo hasta el 75,2 % de los inmigrantes totales.
El principal sector de actividad que desempeñan es el de los servicios, seguido de cerca por el de la construcción y la industria. 
Uno de los problemas que suelen reportar los vecinos es que, generalmente, al vivir muchos inquilinos en un solo hogar, en ocasiones se producen distintos tipos de incidentes. 
Un 26,7 % de los extranjeros vive en hogares con 5 o 6 personas, un 22,9 % comparte casa con 7 u 8, y un 18,6 % convive con más de 9 personas.
La tasa de actividad de la población extranjera es del 88 %, frente al 74,3 % de la población total. Mientras que la tasa de desempleo se sitúa en un 17,1 %, frente al 11,4 % de la población total.

## Economía

### En el pasado

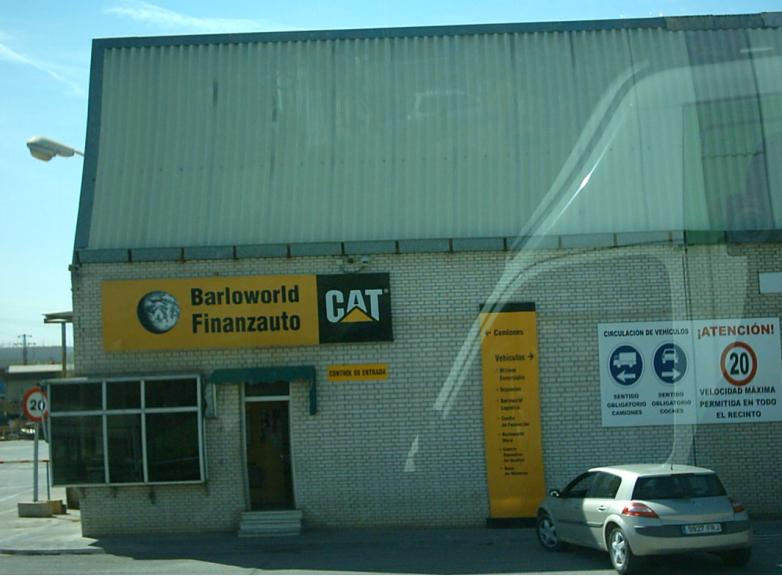
Con Finanzauto empieza el desarrollo industrial en Arganda

Los primeros signos de industrialización aparecen a comienzos del siglo XX. En un pueblo eminentemente agrícola se instala una industria que llegará a emplear a más de 1500 personas en los primeros años. Se trataba de la Azucarera de La Poveda. Se instaló en este barrio que por entonces contaba con una población escasa, pero en donde la tierra dejaba espacio para la industria. Desde entonces el desarrollo ha sido imparable, pese a la ruina que dejó la Guerra Civil. 
La crisis del campo, la emigración a la capital, el establecimiento de las primeras grandes industrias y el crecimiento metropolitano de Madrid afectaron a Arganda del Rey. Pero pudo salir adelante y en la década de 1950 y 1960 el aumento industrial fue espectacular.
La Azucarera retomó su actividad tras la crisis que dejó la guerra. A esta se sumó otra gran industria, Gallina Blanca se afinca Arganda y Radio Nacional de España instaló sus emisoras de onda media, cuya potencia era muy superior a la de todas las estaciones de radio de España en conjunto.
Pero hasta la década de 1960 no comienza el gran desarrollo industrial de Arganda. En esta época también inicia actividad la Cooperativa Vinícola y se produce la apertura de un Instituto de Productos Lácteos, una Escuela Superior de Cerveza y malta y un Instituto de Cerámica y Vidrio.

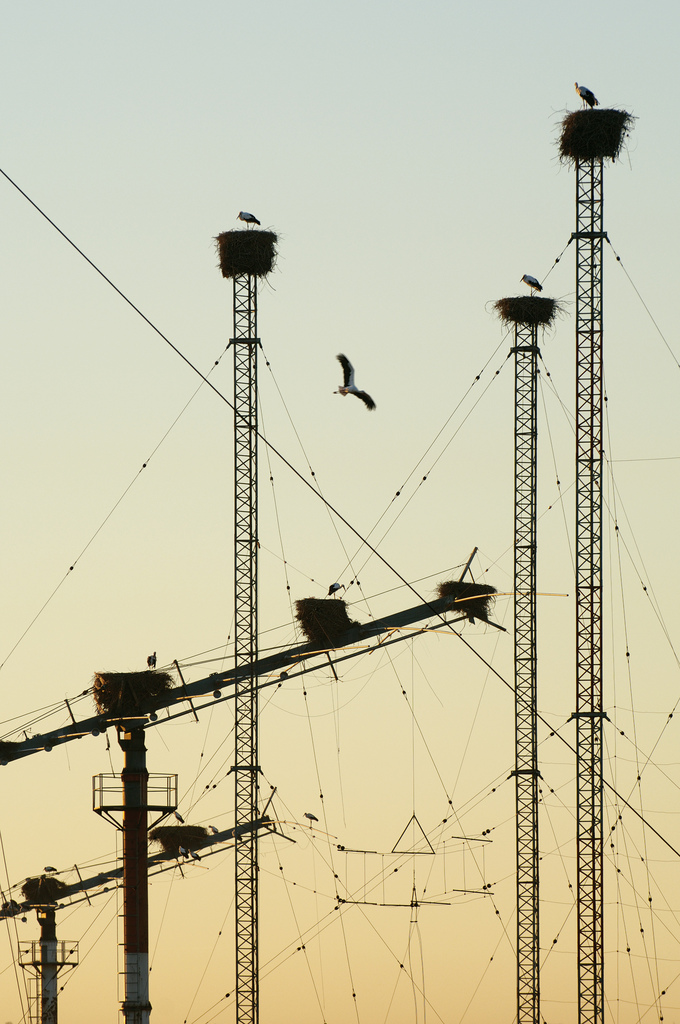
Antenas del Centro Emisor de Radio Nacional de España en Arganda del Rey

Estos cambios dieron a Arganda otra dimensión, sin estos actualmente, Arganda hubiera sido un pueblo cualquiera. Cambios que trajeron consigo mejoras en el transporte y desarrollos urbanísticos.
A partir de la década de 1970 se vive un despegue industrial que crece sin orden hasta la de 1980, en la que se decide crear un espacio ordenado y servicios para ese polígono industrial.
La crisis económica que se asomó por España y Europa en las décadas de 1970 y 1980 fue más suave en Arganda, gracias a la labor del Gobierno local, que supo tomar medidas a tiempo para frenar la crisis. El Consistorio reaccionó con prudencia y aportó el Plan de Promoción Industrial de Arganda (PPIA) y la creación del DIFE (Desarrollo Industrial, Formación y Empleo).

### En la actualidad
Tradicionalmente la economía se ha sustentado en el sector primario, destacando la  industria vinícola. De hecho, Arganda da nombre a la región vinícola del sureste de Madrid, que engloba 26 municipios y constituye una de las tres subzonas en que se divide la Denominación de Origen Vinos de Madrid. Se cultivan las variedades de airén y malvar de vino blanco y tempranillo de vino tinto. La producción alcanza aproximadamente los 2 millones de litros de vino anuales.
Siguiendo con su tradición agrícola, Arganda cuenta también con uno de los mejores  aceites de oliva de Madrid, pese a no ser demasiado popular. En la cata anual de andaluces del año 2003 fue catalogado de virgen-extra[cita requerida]. Durante el primer año que se comercializó se adquirieron 4000 litros, hoy en día se venden más de 50 000[cita requerida]. El clima argandeño, el cuidado de su oliva y la modernización de su cooperativa son las claves de este éxito.
En cuanto a los sectores secundario y terciario, a lo largo del último siglo se han asentado una gran variedad de industrias en Arganda, que cuenta con una de las áreas industriales más importantes de toda España, con quince polígonos: El Estrechillo, Borondo, Los Robles, El Cañal, El Guijar, San Roque, Finanzauto, El Rincón, Velasco, San Sebastián, El Malvar, El Aquilón, Las Monjas, CYSA y El Olivar.

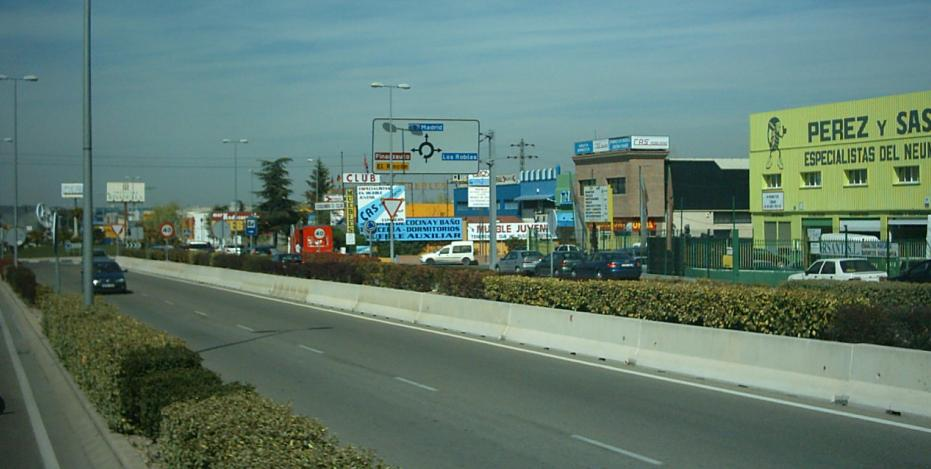
Polígono industrial de Arganda

Este complejo entramado ocupa una superficie bruta de más de 400 hectáreas, con más de 3500 empresas y cerca de 30 000 trabajadores. Arganda constituye así un punto neurálgico importante en el sureste de la Comunidad de Madrid, potenciado por su situación estratégica en un nudo de comunicaciones. 
Asimismo, Arganda del Rey alberga en el extremo más oriental de su territorio el Centro de Control de Satélites de Hispasat, construido en 1989, desde el cual se controlan y operan la mayor parte de los satélites bajo el paraguas de esta compañía.
A principios del siglo XXI, la ciudad gozaba de una situación en cuanto a empleo muy saludable, al ser entonces una de las ciudades con menor tasa de desempleo. Su desarrollo y bonanza parecía imparable en 2007, a punto de concluir la construcción de dos parques empresariales que generarían unos 3000 empleos, además de tener en proyecto otro que traería 6000 puestos más, aparte de mantener la apuesta por sectores tradicionales como el del mueble. A todo esto se sumaba el macrofestival Rock in Rio, previsto para junio de 2008 y que ocupó parte de los antiguos terrenos de Gallina Blanca, donde también se proyectaba ubicar un centro logístico de Inditex, entre otras compañías.

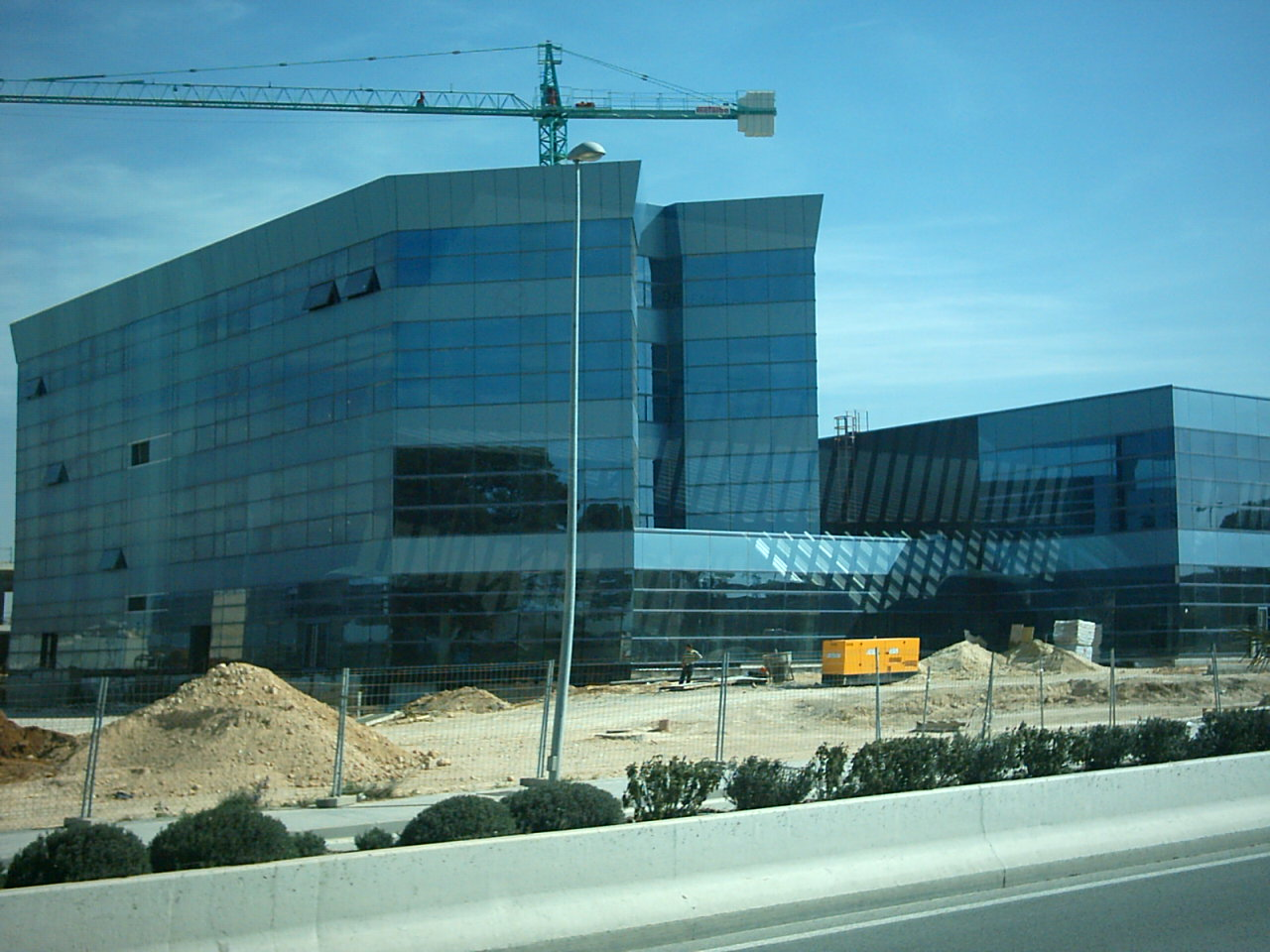
Futuro parque empresarial de Arganda

La crisis económica que dio comienzo hacia el 2008 y golpeó con fuerza el mercado inmobiliario español, arrastrando con ello toda la economía del país, frenó este desarrollo, siendo buena muestra en Arganda la evolución de las cifras del paro, que sufrieron un alza. El festival Rock in Río volvió a su ubicación de origen en Brasil tras apenas tres ediciones, dejando tras de sí unas instalaciones sin uso y enormes para el tamaño de la ciudad. Inditex se ubicó finalmente en la zona de influencia de Alcalá de Henares, en los polígonos de Meco y Cabanillas del Campo, con sendos centros logísticos.
A pesar de todo, Arganda apuesta por la innovación tecnológica, el fomento de la I+D+I y la recuperación del Plan Local de Comercio Exterior para fomentar la internacionalización de sus empresas y productos en mercados emergentes, conjugando todos los sectores: industria, comercio, agricultura, metal, madera, química, edición y artes gráficas, productos alimenticios y bebidas, etc. 

### Arcas públicas
En 2008 el presupuesto de Arganda del Rey estaba cifrado en 66,5 millones de euros. Según Protocolo de 27 de marzo de 2007 —Acuerdo de la Junta de Portavoces— el sueldo de cada uno de los Portavoces era de 83 920 €, teniendo una deuda a proveedores de 57 000 000 €, la más alta deuda por habitante del Corredor del Henares.
La imputación del alcalde Ginés López Rodríguez en el Caso Gürtel provocó su dimisión en 2009, lo que unido a los datos anteriores y el estallido de la crisis provocó un cambio de gobierno, que en 2015 aún no había logrado retirar a Arganda del tope de lista de ayuntamientos morosos.

## Símbolos
El escudo heráldico y la bandera que representan al municipio fueron aprobados oficialmente el 23 de mayo de 1996. El escudo sigue el siguiente blasón:

«Partido y cortado. Primero de azur, un San Juan Bautista. Segundo de gules, un castillo de plata. Tercero de plata, un racimo de sinople. Timbrado Corona Real Española.»
Boletín Oficial del Estado nº 204 de 23 de agosto de 1996

La descripción de la bandera es la siguiente:

«De proporciones 2:3. Paño blanco y azul. Brochante al centro el Escudo Municipal.»
Boletín Oficial del Estado nº 204 de 23 de agosto de 1996

## Administración y política
| Periodo   | Nombre                         | Partido | Partido                                  |
| --------- | ------------------------------ | ------- | ---------------------------------------- |
| 1979-1987 | Pedro Díez Olazábal            |         | Partido Comunista de España (PCE)        |
| 1987-1989 | Pedro Díez Olazábal            |         | Izquierda Unida (IU)                     |
| 1991-1995 | Julio Gómez Ganza              |         | Izquierda Unida (IU)                     |
| 1995-1999 | Ginés López Rodríguez          |         | Partido Popular (PP)                     |
| 1999-2003 | Pedro Díez Olazábal            |         | Partido Socialista Obrero Español (PSOE) |
| 2003-2009 | Ginés López Rodríguez          |         | Partido Popular (PP)                     |
| 2011-2015 | Pablo José Rodríguez Sardinero |         | Partido Popular (PP)                     |
| 2015-2023 | Guillermo Hita Téllez          |         | Partido Socialista Obrero Español (PSOE) |
| 2023-act. | Alberto Escribano García       |         | Partido Popular (PP)                     |

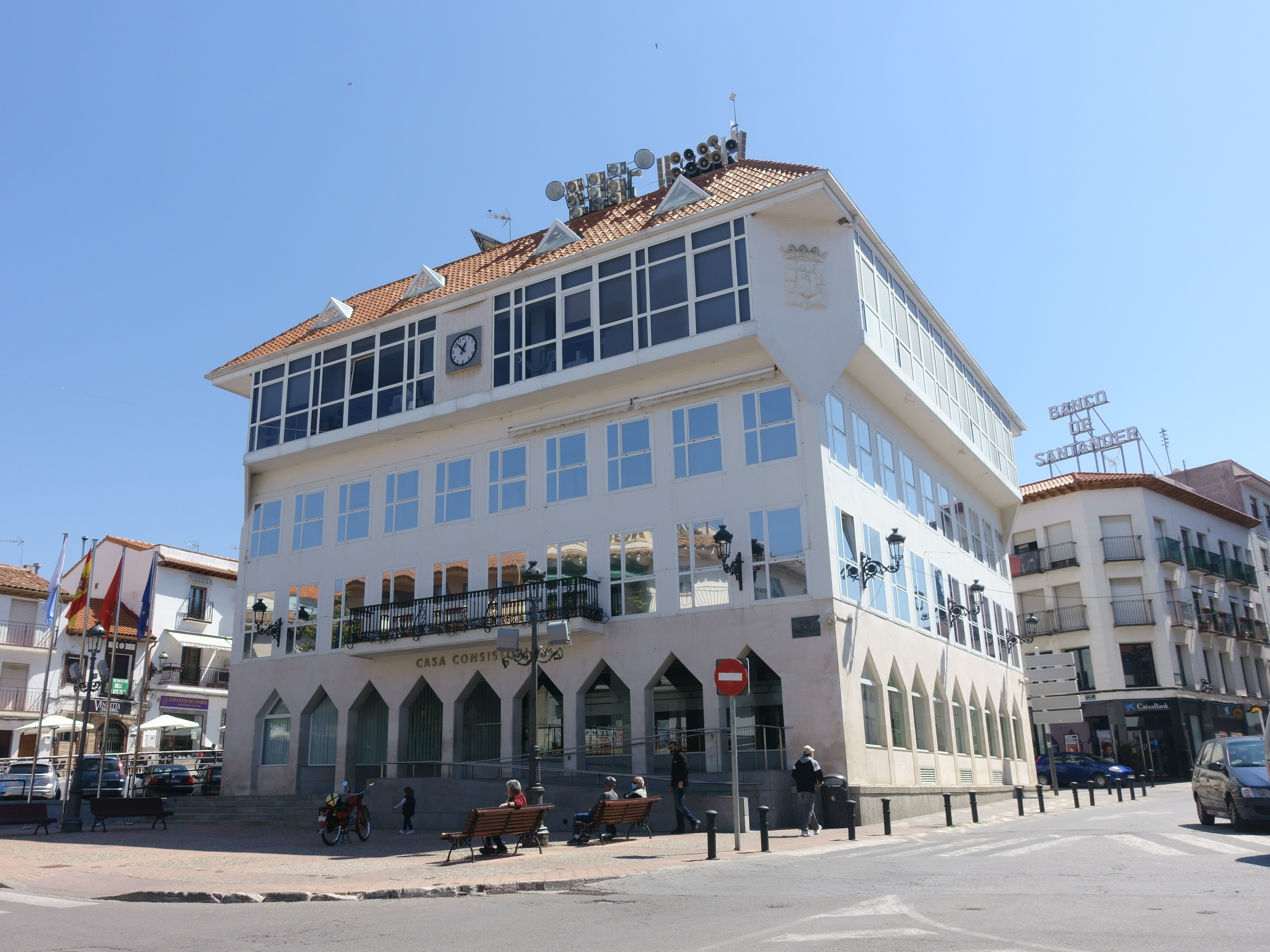
Casa consistorial en la plaza de la Constitución

Alberto Escribano García, del Partido Popular (PP), fue investido alcalde de Arganda del Rey en minoría tras las elecciones municipales de 2023, unos comicios con un total de 65,44 % de participación (1,07 % en blanco, 1,19 % nulos) y una abstención del 34,55 %.
| Partido político                         | 2023        | 2023        | 2023        | 2019        | 2019        | 2019        | 2015  | 2015  | 2015       | 2011  | 2011   | 2011       | 2007  | 2007   | 2007       |
| Partido político                         | %           | Votos       | Concejales  | %           | Votos       | Concejales  | %     | Votos | Concejales | %     | Votos  | Concejales | %     | Votos  | Concejales |
| Partido Popular (PP)                     | 39,92       | 10 237      | 11          | 21,14       | 4697        | 6           | 31,98 | 6712  | 9          | 50,92 | 10 317 | 13         | 55,51 | 10 775 | 12         |
| Partido Socialista Obrero Español (PSOE) | 38,90       | 9976        | 11          | 45,50       | 10 108      | 13          | 20,02 | 4201  | 6          | 22,63 | 4586   | 6          | 30,52 | 5924   | 7          |
| Vox                                      | 10,03       | 2573        | 3           | 8,50        | 1889        | 2           | —     | —     | —          | —     | —      | —          | —     | —      | —          |
| Podemos-Arganda Sí Puede                 | 3,45        | 885         | 0           | 6,78        | 1507        | 1           | 6,72  | 1411  | 2          | —     | —      | —          | —     | —      | —          |
| Ciudadanos (CS)                          | 1,97        | 506         | 0           | 21,09       | 2465        | 3           | 13,09 | 2747  | 4          | —     | —      | —          | —     | —      | —          |
| Izquierda Unida-Los Verdes (IU-LV)       | Con Podemos | Con Podemos | Con Podemos | Con Podemos | Con Podemos | Con Podemos | 8,41  | 1766  | 2          | 14,36 | 2909   | 4          | 10,92 | 2119   | 2          |
| Ahora Arganda (AA)                       | —           | —           | —           | —           | —           | —           | 9,27  | 1945  | 2          | —     | —      | —          | —     | —      | —          |
| Unión Progreso y Democracia (UPyD)       | —           | —           | —           | —           | —           | —           | 3,85  | 807   | 0          | 7,30  | 1480   | 2          | —     | —      | —          |

## Servicios y equipamientos

### Educación

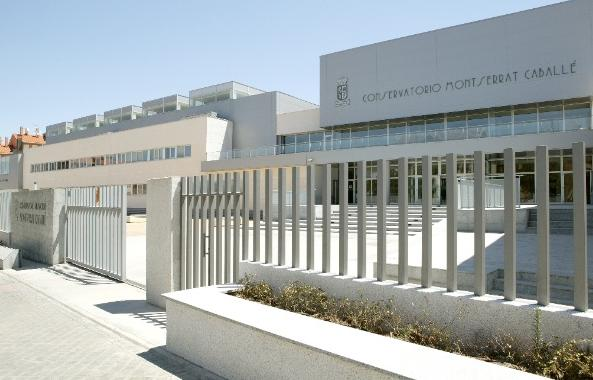
Centro Montserrat Caballé

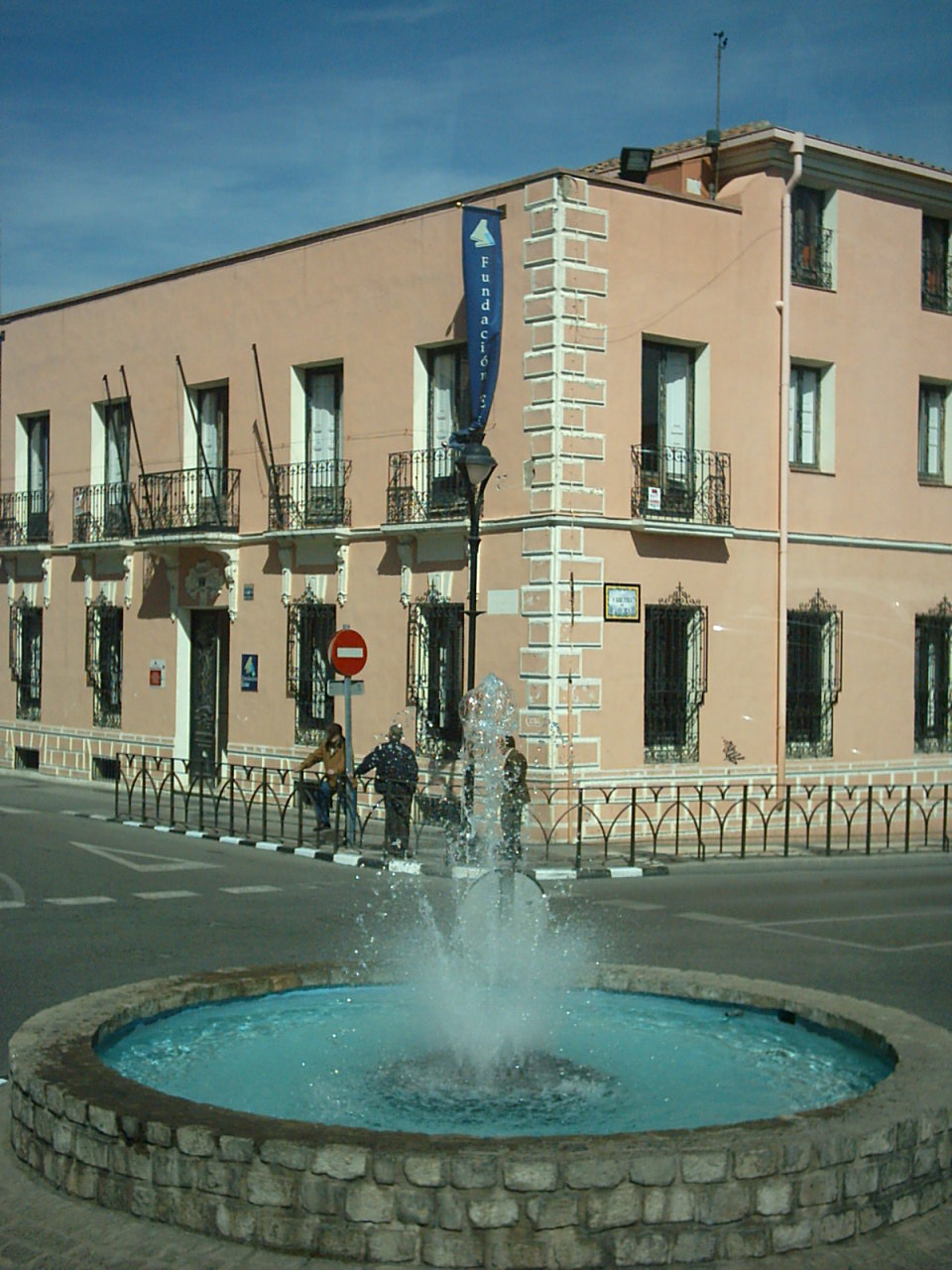
Plaza de los Bienvenida con la Fundación Este —antigua Casa Rosa— de fondo

A principios del siglo XXI se amplió la oferta formativa con la creación de escuelas infantiles, un colegio, una escuela de idiomas y un centro universitario.
Para el curso 2025-2026, el municipio cuenta con 9 guarderías, 5 de ellas públicas y 4 privadas, 8 colegios públicos de educación infantil y primaria, 5 institutos de educación secundaria y 1 colegio privado —con y sin concierto—.
La oferta formativa se incrementó con la apertura de dos nuevos centros educativos: la Escuela Oficial de Idiomas (EOI) y un centro de la Universidad Nacional de Educación a Distancia (UNED). En la EOI se imparte inglés y alemán. En la UNED se imparten las enseñanzas del curso de acceso para mayores de 25 años y las carreras de informática de sistema e informática de gestión, ambas de grado medio, además de la licenciatura de derecho.
El centro Montserrat Caballé es otro de los centros educativos más destacados, aunque cabe destacar que el conservatorio municipal que albergaba fue cerrado en el año 2012 por el Partido Popular. El centro se trata de uno de los auditorios más modernos de la Comunidad de Madrid para acoger recitales operísticos. La propia Montserrat Caballé se mostró sorprendida por la espectacular luminosidad de un centro que definió como «modélico en la Europa de hoy».
La artista también ofreció el primer recital del auditorio, con carácter benéfico. La recaudación fue destinada íntegramente a los niños de El Cairo por expreso deseo de la soprano. El edificio tiene 6000 m² y está dividido en tres plantas. Cuenta con 42 aulas, 12 cabinas de estudio, archivo, biblioteca-fonoteca y sala audiovisual.
El Conservatorio albergaba distintas agrupaciones musicales como la Orquesta de Grado Elemental, Orquesta de Grado Medio, Banda de Grado Elemental, Banda de Grado Medio «Joaquín Turina», diversos coros y la Orquesta Profesional 'Cadenza' formada por profesores del centro y de otros conservatorios. En la actualidad existe una escuela municipal en el mismo centro.
El Ayuntamiento pone a la disposición del ciudadano cursos gratuitos y cursos más avanzados en el centro cultural Pilar Miró.
Junto a esta lista de centros no se pueden olvidar otros que hoy son sedes de referencia como la Fundación Este —antigua Casa Rosa—, el centro social de La Poveda, que acoge talleres, consultorio médico o biblioteca, el centro municipal de Salud Ernest Lluch, el centro de servicios sociales y mayores, y pequeños locales de barrio en Los Almendros y El Puente y el centro de estudios audiovisuales Enrique Tierno Galván.

### Sanidad

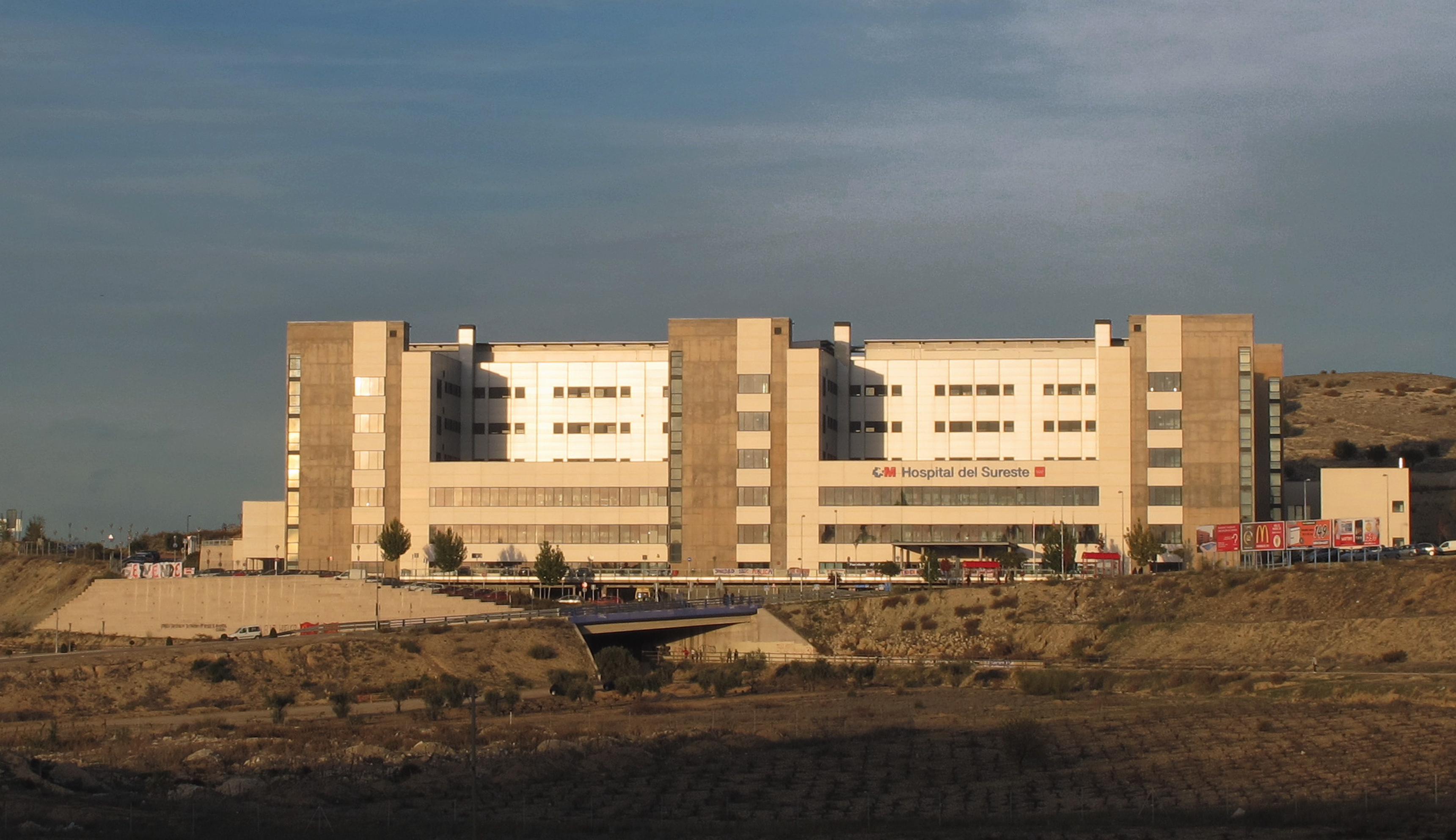
Hospital del Sureste

En Arganda presta servicio desde 2008 el Hospital del Sureste, que atiende a pacientes del propio municipio y de otros como Belmonte de Tajo, Brea de Tajo, Estremera, Fuentidueña de Tajo, Valdaracete, Villamanrique de Tajo, Villarejo de Salvanés, Carabaña, Morata de Tajuña, Orusco de Tajuña, Perales de Tajuña, Tielmes, Valdilecha, Ambite, Campo Real, Nuevo Baztán, Olmeda de las Fuentes, Pozuelo del Rey, Villar del Olmo y Rivas-Vaciamadrid.
Además, cuenta con tres centros de salud y un centro de especialidades.
| Nombre                                      |
| ------------------------------------------- |
| Hospital del Sureste                        |
| Centro de salud Arganda - Felicidad         |
| Centro de salud Arganda (Camino del Molino) |
| Consultorio Local La Poveda                 |
| Centro de especialidades                    |

### Farmacias
Existen trece farmacias distribuidas por la ciudad, permaneciendo como mínimo una de ellas abierta las 24 horas del día.

### Transporte

#### Metro
Arganda se comunica con Madrid a través de la línea 9 del metro, que cuenta con dos estaciones en el municipio, La Poveda y Arganda del Rey.

#### Por carretera
Por carretera se llega a Madrid a través de la autovía A-3 y la autopista de peaje R-3. La carretera M-300 une el municipio con Alcalá de Henares y la M-209, con Campo Real y Villar del Olmo.

#### Taxi
La flota de taxis dependientes del ayuntamiento de Arganda fue incorporada al ayuntamiento de Madrid para formar parte del Área de Prestación Conjunta, perdiendo los taxis los emblemas argandeños —escudo municipal— para adquirir los madrileños —escudo con Oso y Madroño y franja roja diagonal en las puertas delanteras laterales—.

#### Autobús
Tras la compra de Argabús, los autobuses de la empresa ALSA conectan Arganda con Madrid y con otros municipios madrileños, como Alcalá de Henares. Otras empresas cuyos autobuses tienen paradas en el municipio son Ruiz y Avanza Movilidad Integral.

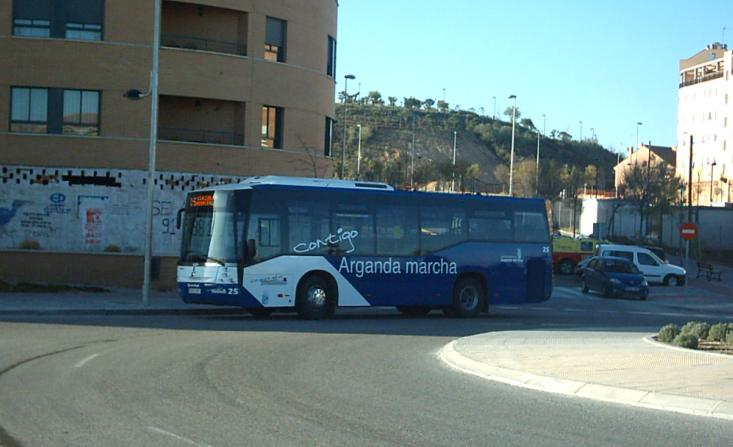
Alsa, tras adquirir la empresa Argabus, es el referente del transporte en Arganda

| Autobuses interurbanos que pasan por la localidad | Autobuses interurbanos que pasan por la localidad                                | Autobuses interurbanos que pasan por la localidad |
| Línea                                             | Recorrido                                                                        | Operador                                          |
| ------------------------------------------------- | -------------------------------------------------------------------------------- | ------------------------------------------------- |
| 285                                               | Coslada (FF.CC. San Fernando) – Velilla de San Antonio - Arganda del Rey         | Avanza Movilidad Integral                         |
| 312                                               | Madrid (Conde de Casal) – Arganda del Rey (El Mirador)                           | ALSA                                              |
| 312A                                              | Madrid (Conde de Casal) – Arganda del Rey (El Mirador) por La Poveda             | ALSA                                              |
| 313                                               | Madrid (Conde de Casal) – Valdilecha                                             | ALSA                                              |
| 320                                               | Arganda del Rey - Alcalá de Henares                                              | ALSA                                              |
| 321                                               | Arganda del Rey (Hospital) – Villar del Olmo                                     | ALSA                                              |
| 322                                               | Arganda del Rey (Hospital) – Ambite                                              | ALSA                                              |
| 326                                               | Madrid (Conde de Casal) – Mondéjar - Driebes                                     | ALSA                                              |
| 330                                               | Rivas - Arganda del Rey (Hospital) - Morata de Tajuña                            | La Veloz                                          |
| 350A                                              | Arganda del Rey (Hospital) – Estremera                                           | Empresa Ruiz                                      |
| 350B                                              | Arganda del Rey (Hospital) – Villarejo de Salvanés - Fuentidueña - Villamanrique | Empresa Ruiz                                      |
| 350C                                              | Arganda del Rey (Hospital) – Belmonte de Tajo                                    | Empresa Ruiz                                      |
| 351                                               | Madrid (Ronda de Atocha) – Estremera - Barajas de Melo                           | Empresa Ruiz                                      |
| 352                                               | Madrid (Ronda de Atocha) – Villarejo - Fuentidueña - Tarancón                    | Empresa Ruiz                                      |
| 353                                               | Madrid (Ronda de Atocha) – Villamanrique - Santa Cruz de la Zarza                | Empresa Ruiz                                      |
| N303                                              | Madrid (Conde de Casal) – Arganda del Rey                                        | ALSA                                              |
| Autobuses urbanos de Arganda del Rey              |                                                                                  |                                                   |
| Línea                                             | Recorrido                                                                        | Operador                                          |
| 1                                                 | Residencia – La Poveda                                                           | ALSA                                              |
| 2                                                 | La Poveda – Hospital                                                             | ALSA                                              |
| 4                                                 | Circular de Arganda del Rey (sentido horario)                                    | ALSA                                              |

## Patrimonio

### Edificios históricos
- Ermita de Valtierra

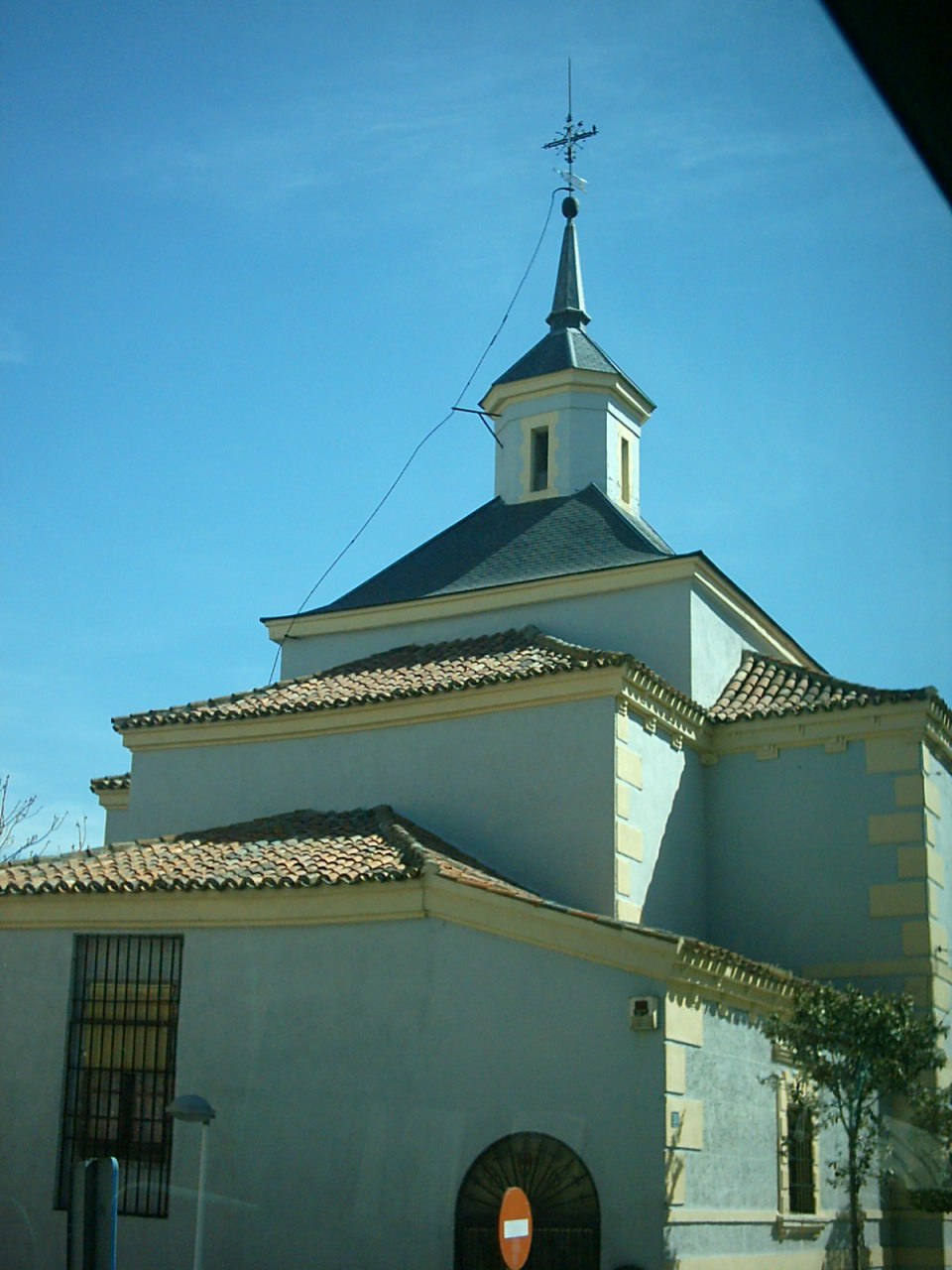
Ermita de la Virgen de la Soledad

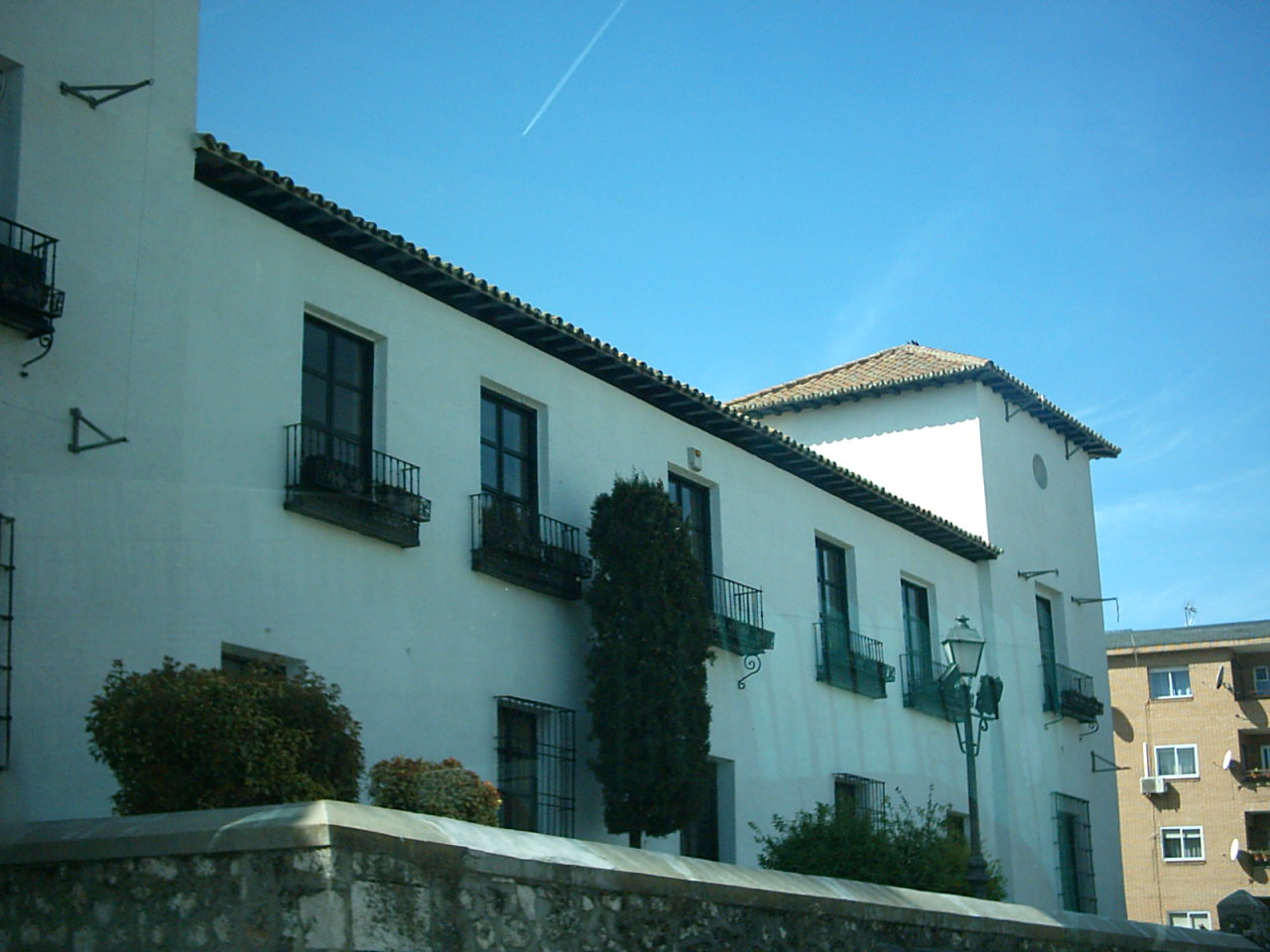
Casa del Rey en Arganda

Asentada en la antigua aldea medieval de Valtierra, la ermita de estilo mudéjar fue construida en la primera mitad del siglo XIII. En la actualidad, en estado de ruina, tan solo se conserva la fachada norte, el muro sur y parte del muro oeste.
- Ermita de Vilches

Edificio del siglo XVII, de estilo barroco. Sus restos se encuentran a 3 kilómetros del casco urbano de Arganda.
- Casa de Vilches

Situada junto a la ermita del mismo nombre, fue construida durante el reinado de Felipe IV (1621-1665). Se encuentra en buen estado de conservación, y en tiempos pasados contó con una de las mejores bodegas de la localidad.
- Casa del obispo Sancho Granado

Es la única vivienda solariega que se conserva de todas las que poblaban el casco histórico. Data del siglo XVIII, con portada barroca de frontón partido coronado por un escudo nobiliario. Actualmente es una vivienda particular y no admite visitas. Sancho Granado fue obispo de Salamanca entre 1730 y 1748, año de su fallecimiento.
- Ermita de Nuestra Señora de la Soledad

Edificio barroco con planta de cruz latina de una sola nave. Posee cubiertas en bóveda de cañón con lunetos en su nave longitudinal y cúpula semiesférica sobre pechinas en el crucero. Fue construida entre 1658 y 1668, fue ampliada y transformada entre 1733 y 1736. En su interior se halla la imagen de la Virgen de la Soledad, patrona de Arganda del Rey, obra del escultor José Ginés, del año 1810. Retablo estilo barroco, hecho en 1960 con elementos del siglo XVIII.
- Casa del Rey

Construida en el siglo XVI como alojamiento para el rey Felipe III. Fue mandada construir por el entonces embajador de Alemania, Hans Khevenhüller y Wolf, el cual tenía buena relación con la Corte de Felipe III. En 1594 adquiere una finca en las afueras del pueblo. Acto seguido dieron comienzo las obras bajo la dirección del italiano Patricio Caxés, que terminaron tres años más tarde. En su época, conocida como la «Quinta del Embajador», era un palacete de campo rodeado de verdes parques y jardines y decorado con pinturas de los mejores artistas del Renacimiento.
En la segunda mitad del siglo XVII fue adquirida por la Compañía de Jesús, que la convierte en una casa de labranza. En 1983, tras sufrir sucesivas reformas, pasa a formar parte del patrimonio municipal. Actualmente reúne los archivos municipales y sala de exposiciones.
- Iglesia parroquial San Juan Bautista

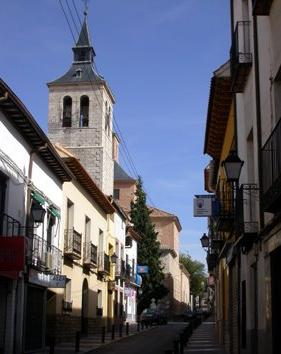
Iglesia de San Juan Bautista vista desde la calle San Juan

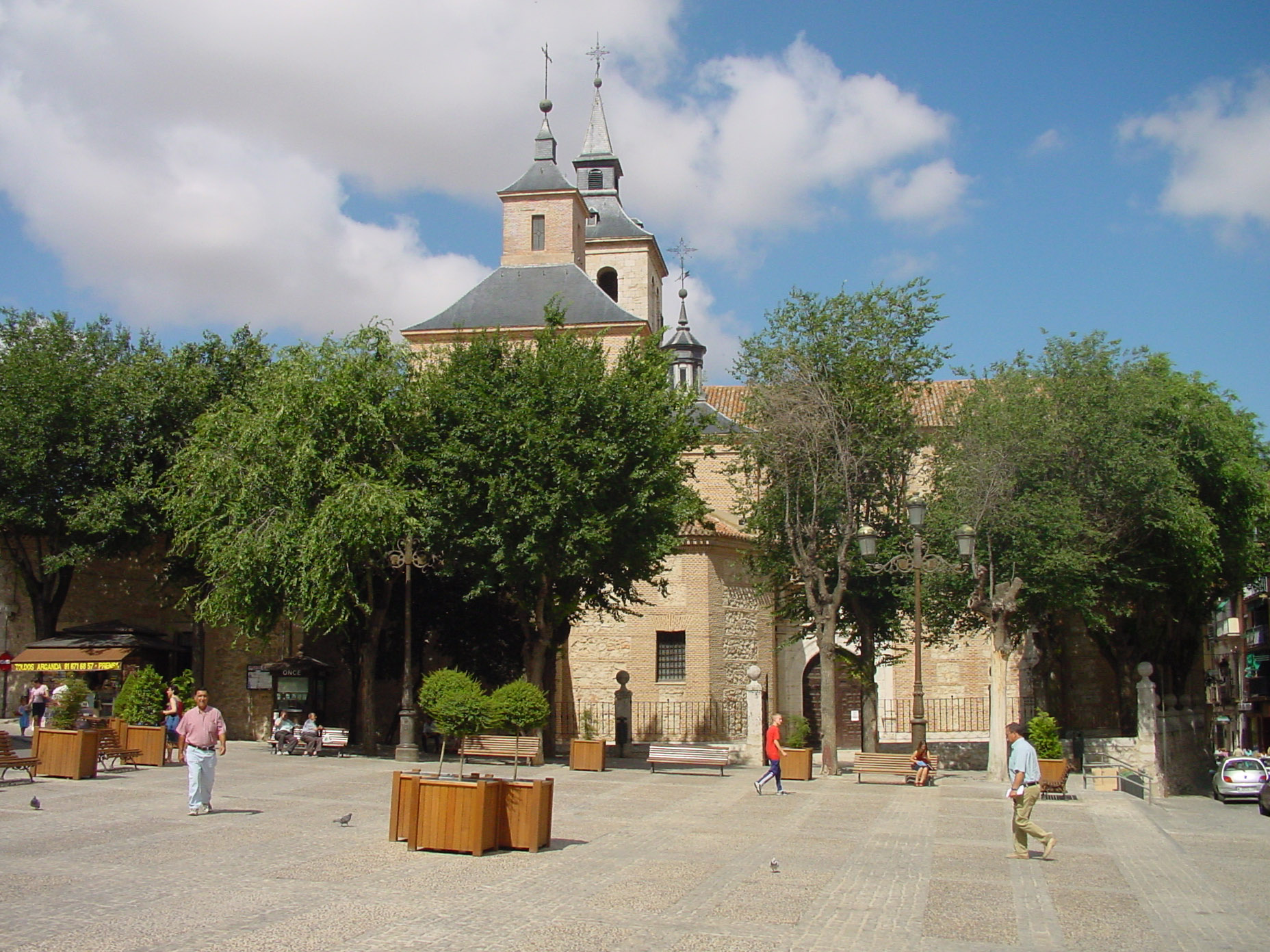
Plaza de la Constitución e iglesia de San Juan Bautista

Fue construida entre 1696 y 1714 sobre la antigua iglesia renacentista (1525-1588) del arquitecto Gil de Sopeña. Es un edificio con mezcla de estilos gótico, barroco y renacentista, de planta rectangular, con tres naves, siendo la central la más ancha. La torre, cuadrada, obra del arquitecto Pablo Vallejo, está adosada al muro occidental. Junto a ella está la capilla de San José, obra de José García, y en el lado oriental la sacristía grande y las capillas de Cristo y del Rosario. El retablo mayor procede de la iglesia de San Francisco en Calatayud, que fue destruida, y se instaló en 1943. Es de la primera mitad del siglo XVII, de estilo herreriano y de madera policromada. Está dedicado a san Francisco de Asís, cuya imagen fue sustituida ya en Arganda por un grupo escultórico sobre el bautismo de Cristo. En la sacristía, una lápida recuerda que en ella se hallan enterrados los abuelos de Cervantes. También tienen cabida importantes pinturas de los siglos XVII y XVIII.
- Torre de telegrafía óptica

Posiblemente la construcción más singular y también menos conocida de Arganda es la que se encuentra en una de las más altas cotas del municipio (763 metros), entre la antigua carretera de Valencia y la de Valdilecha, en un paraje denominado El Telégrafo. Arganda tiene la suerte de conservar este edificio que trabajaba con un sistema de transmisión conocido como «telegrafía óptica», y que tiene su origen en la época de la revolución francesa, en torno a 1794, pero no llegó a España hasta 1844, en el reinado de Isabel II, bajo el gobierno de Narváez, tras la aprobación del Real Decreto de 1 de marzo de 1844. La idea inicial pretendía unir Madrid con todas las capitales de provincia, ciudades costeras y fronteras. De las varias líneas proyectadas solo se llegaron a construir la de Madrid-Irún, Madrid-Cádiz, y la que se corresponde con la Torre de Arganda, la línea que pretendía unir Madrid con la frontera francesa: Madrid-Valencia-Barcelona-La Junquera, pero solo llegó a funcionar el sector Madrid-Valencia. La línea de torres empezaron a construirse en 1848 para funcionar un año después. Era un conjunto de treinta torres, de las que siete estaban en la Comunidad de Madrid. Se iniciaba en el edificio de la Real Casa de Aduana (calle Alcalá), seguían las torres del cerro Almodóvar en Vallecas, Vaciamadrid y después Arganda, que era por tanto la torre n.º 4, las siguientes eran Perales de Tajuña, Villarejo de Salvanés y Fuentidueña de Tajo. La torre de Arganda es la que mejor se conserva, del resto apenas quedan ruinas irreconocibles. Las torres tenían un diseño y tipo de construcción de fortaleza, era mitad fuerte, mitad casa-habitación para los torreros. En 1999, el Ayuntamiento solicitó a la Comunidad de Madrid su declaración como Bien de Interés Cultural, y figura en el Catálogo Regional de Patrimonio Arquitectónico desde 1997 como elemento de interés arquitectónico e hito paisajístico.

### Otros
- Puente de Arganda

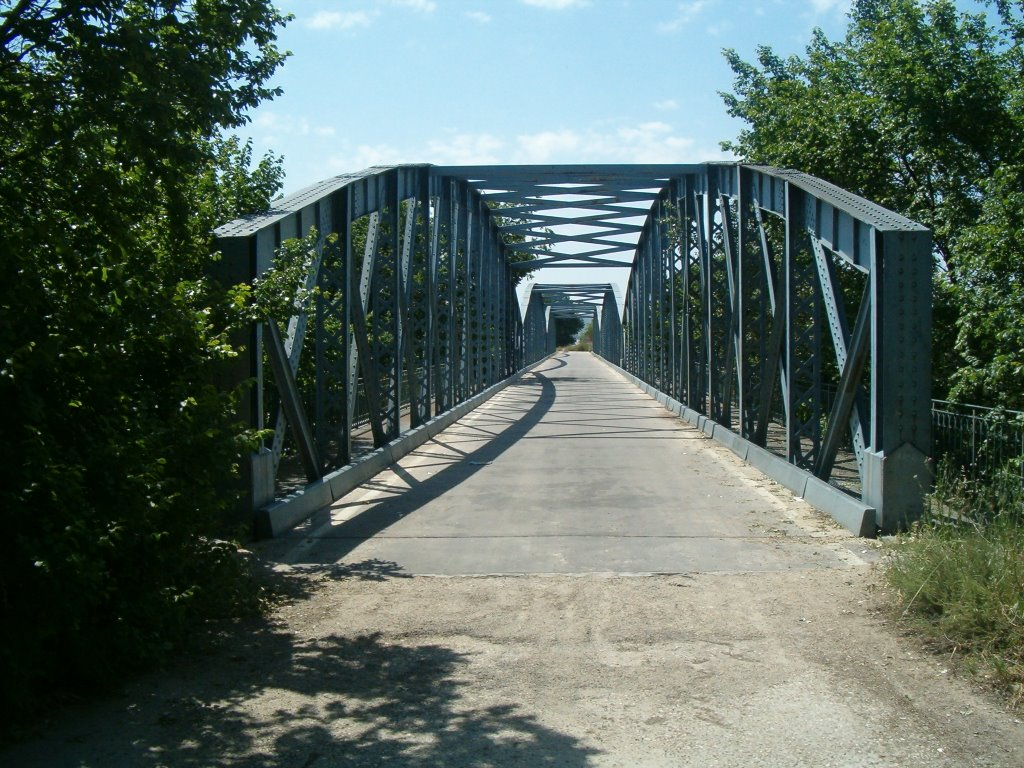
Puente de Arganda

El puente de Arganda es un popular puente de hierro por el que pasa el río Jarama y que se encuentra situado en la antigua carretera de Valencia, actualmente a las afueras de la vecina localidad de Rivas-Vaciamadrid.
Se levantó en el año 1897 por 291 000 pesetas y su ingeniero fue Barron, autor también del Viaducto de Madrid. El puente se construyó para sustituir el puente colgante que desde 60 años atrás sostenía el tráfico de tan importante ruta. Este había sido declarado incapaz de soportar el peso del tranvía a motor que transportaba personas y mercancías entre Madrid y Valencia. Se encuentra sobre el río Jarama, junto al cruce de Chinchón y al pie de unos acantilados de arenisca sobrevolados por halcones peregrinos. Mantiene un estado de conservación espléndido y se puede pasear bajo sus arcos mientras se contempla el río, al que se une el río Manzanares 200 metros aguas abajo. Fue escenario partícipe de la batalla del Jarama, tanto es así que, actualmente, existe aún una popular fotografía que muestra a los combatientes republicanos de la batalla con el puente de fondo. Hoy en día incluso hay gente que se visten de soldados como en la época para rememorarla.
La defensa del Puente de Arganda fue de relevante importancia en dicha batalla, su defensa se había convertido en un emblema, y allí se produjeron los más duros enfrentamientos, llegando incluso al cuerpo a cuerpo entre los días 6 y 9 de febrero de 1937. Esta historia impactó mucho al escritor estadounidense Ernest Hemingway, tanto fue así que el Puente cobró un protagonismo estelar en su película documental llamada Tierra española y especialmente en la conocida Por quién doblan las campanas. Aquí, el héroe de ficción es un componente de la Brigada Lincoln —la más numerosa que estuvo en Arganda—. Posteriormente, la novela fue llevada al cine por Sam Wood en 1943, de la mano de Gary Cooper.
El puente de Arganda mide nada menos que 160 metros de largo con vanos de 50 metros en las orillas y 60 metros en el vano central, y los apoyos pertenecen a un puente anterior que se llevó el río Jarama.
- Museo del Tren

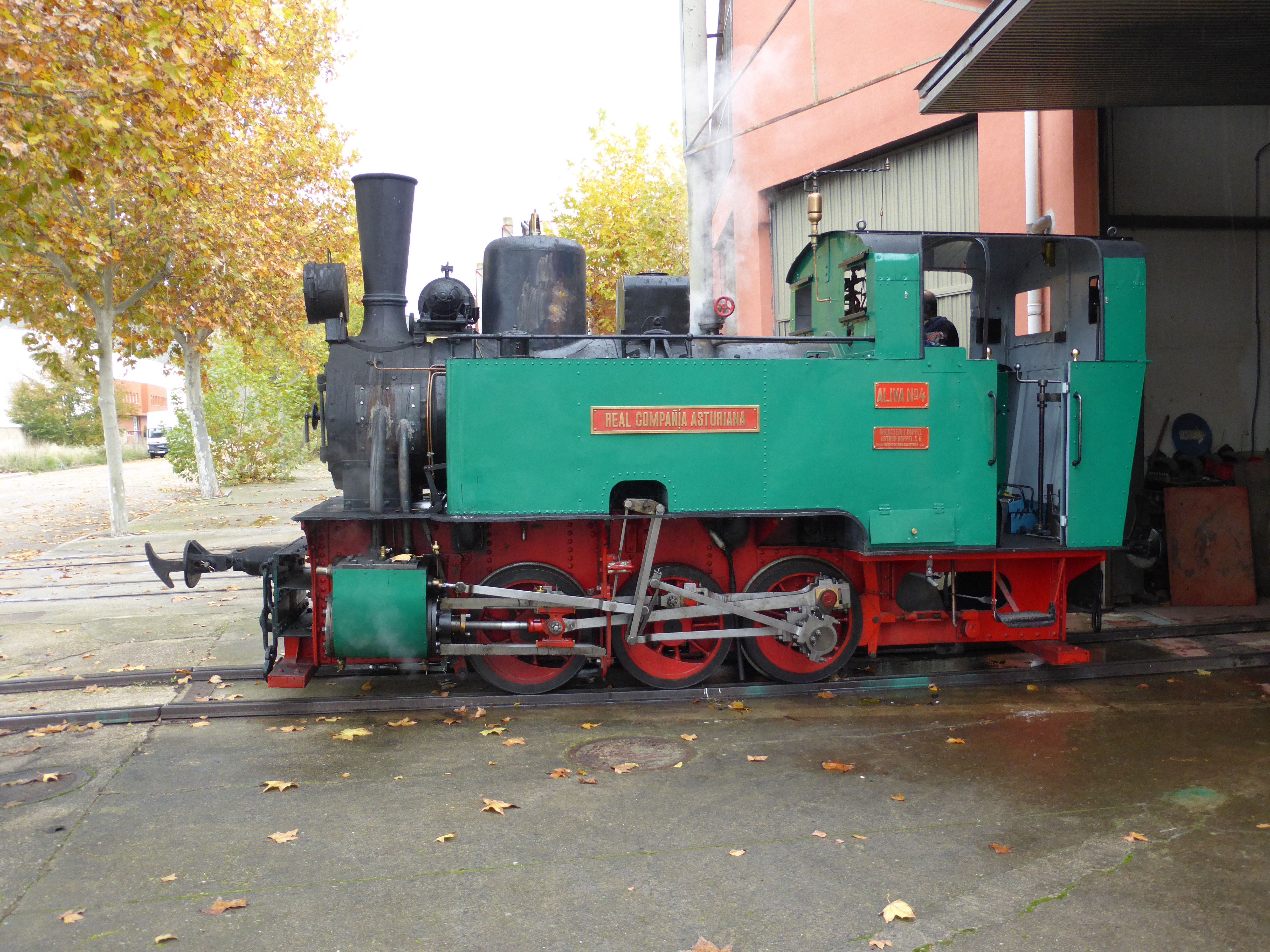
Locomotora de vapor Áliva, construida por Orenstein & Koppel en 1926, Tren de Arganda

Locomotora Arganda

Museo de material ferroviario de vía estrecha, y recorrido en trenes de época por el antiguo ferrocarril del Tajuña, inaugurado el 4 de mayo de 2003. El antiguo tren de Arganda fue inaugurado en 1901, las máquinas partían de la desaparecida estación del Niño Jesús, junto al parque del Retiro, y llegaban desde Madrid hasta Alocén, villa alcarreña a orillas del embalse de Entrepeñas. El tren dejó de transportar viajeros en los años cincuenta pero un pequeño tramo funcionó hasta 1997 comunicando Morata de Tajuña, Arganda y Vicálvaro, para servicio de una empresa cementera.
El caso es que históricas locomotoras de vapor-carbón vuelven a resoplar junto al Jarama, entre la estación de La Poveda y la Laguna del Campillo. La primera fue la locomotora Henschel Arganda, fabricada en el año 1925 en Alemania. La colección del museo cuenta con más locomotoras de vapor en fase de restauración, otras locomotoras diésel, vagones y coches de viajeros, farolillos, señales, y toda clase de objetos relacionados con los ferrocarriles de vía estrecha. El famoso tren de Arganda vuelve a rodar por la vega del Jarama, en primavera y en otoño, con salidas los domingos. El museo se encuentra en la antigua estación de La Poveda. A finales de 2016 ha entrado en funcionamiento la locomotora Áliva, segunda máquina de vapor restaurada.

## Cultura

### Fiestas

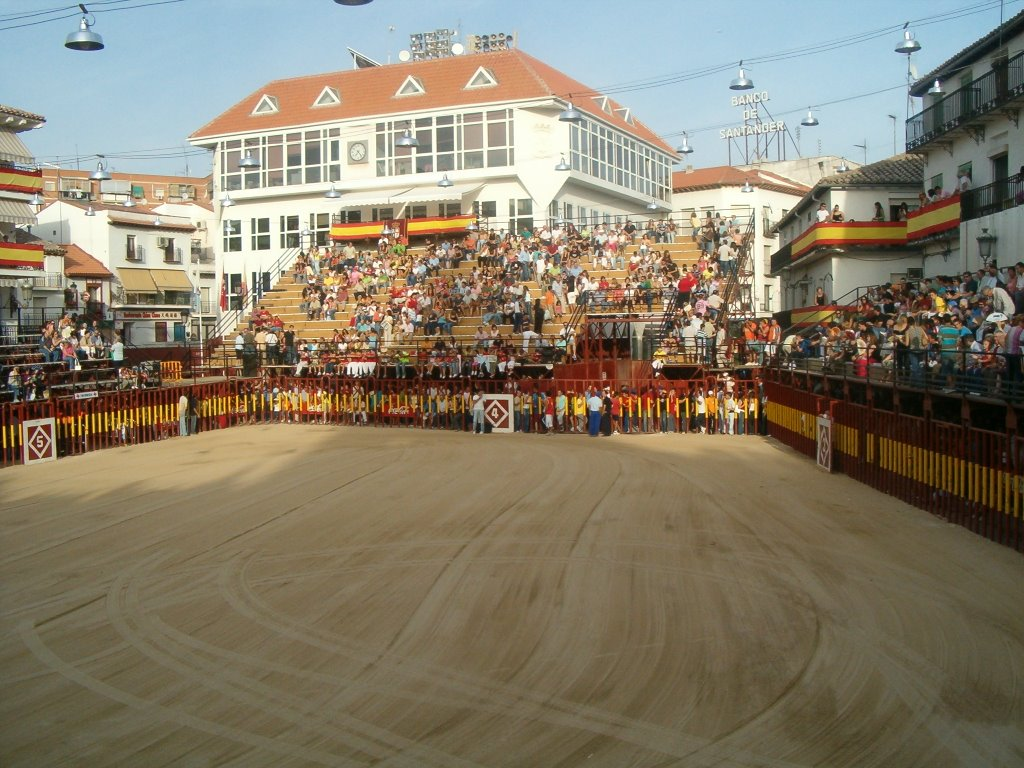
Plaza de Toros móvil de Arganda

En Arganda se celebra la festividad en honor de la Virgen de la Soledad el segundo sábado de septiembre, siendo festivos el viernes anterior y el lunes posterior a esa fecha. Pero una semana antes comienzan las celebraciones, con el ya tradicional concurso de recortadores.
Oficialmente, las fiestas comienzan el domingo con una ofrenda floral a la Virgen por parte de las numerosas peñas taurinas de la ciudad y el pregón. Hay una gran tradición de festejos taurinos, realizándose encierros, novilladas y capeas durante los siete días siguientes, exceptuando el fin de semana, que se dedica principalmente a la procesión de la Virgen por las calles del pueblo, los conciertos y los fuegos artificiales, famosos en la zona por su larga duración, su espectacularidad y su acompañamiento musical. También se llevan a cabo numerosos actos culturales y deportivos a lo largo del mes de septiembre.
Por su tradición taurina, Arganda ha sido, y continúa siendo, cuna de célebres recortadores, que triunfan en los concursos más importantes como Pamplona o Valencia.

Además, en Arganda también se celebra la festividad de San Juan Bautista, patrón de la ciudad y que da nombre a la iglesia parroquial, el 24 de junio, con una tradicional verbena en la plaza de la Constitución. La siguiente celebración corresponde al barrio de La Poveda, que celebra sus fiestas el 16 de julio, en honor a Virgen del Carmen, en la que no falta el tradicional recinto ferial, la procesión, y los fuegos artificiales. El 25 de julio, festividad de Santiago Apóstol, la cofradía del mismo nombre celebra una verbena, también en la plaza de la Constitución. La última celebración antes de las fiestas patronales, y que sirve de aperitivo, es San Roque, que se celebra en el barrio homónimo el 16 de agosto y días previos, y que suele contar también con actos religiosos y festivos, incluida verbena y fuegos artificiales.

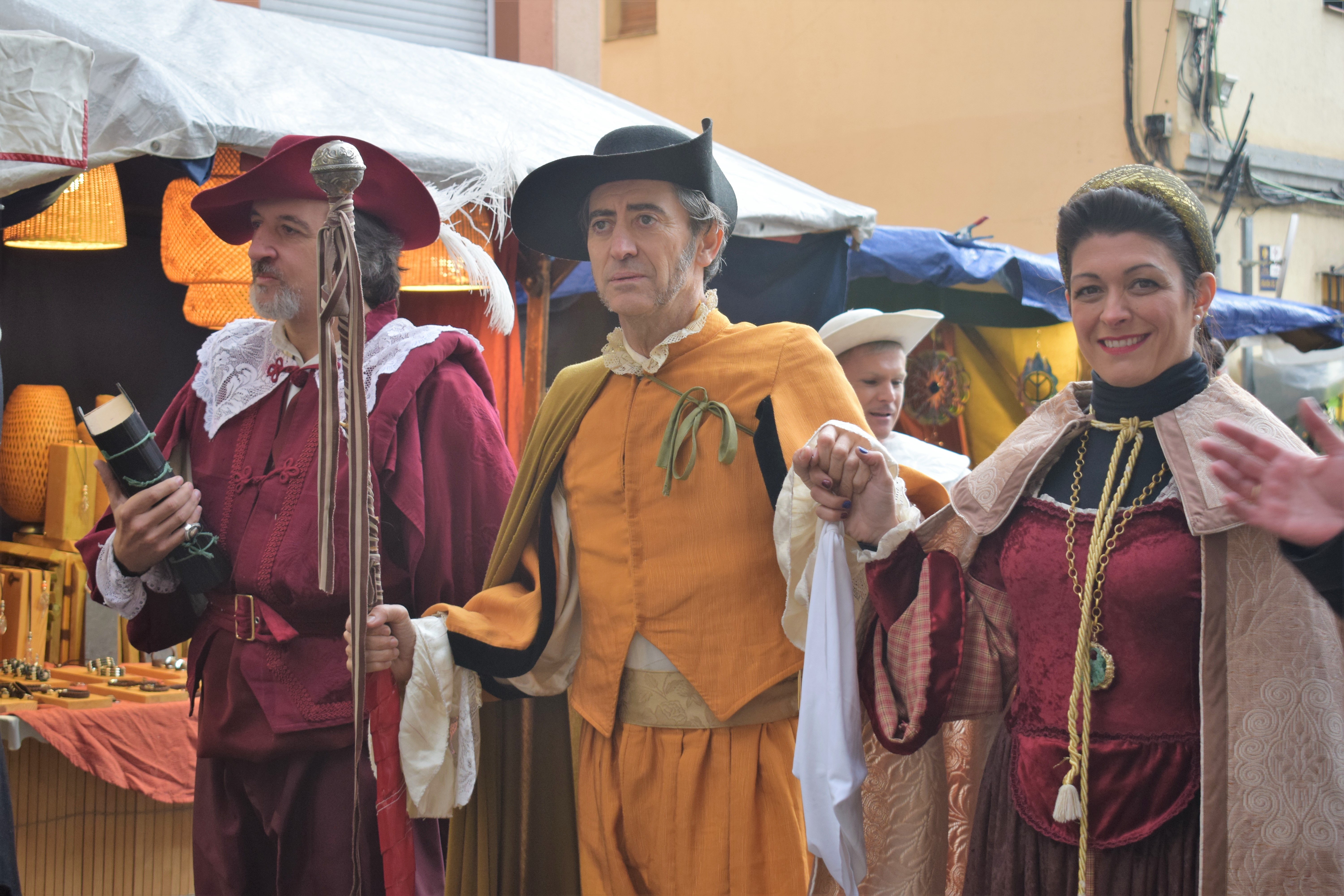
Diversos actores durante la escenificación del Motín de Arganda.

Otras celebraciones a destacar son la Semana Santa con procesiones el Domingo de Ramos, Jueves y Viernes Santo. Además como broche final se ha recuperado la antigua tradición del Hornazo el Domingo de Pascua que consiste en ir al campo y pasar un día de convivencia comiendo este dulce típico y celebrando la Resurrección del Señor. Y el Corpus Christi que tiene lugar en Domingo, y que se celebra con una misa solemne y posterior procesión con el Santísimo Sacramento bajo palio recorriendo las calles de la localidad y haciendo paradas en los numerosos altares que se montan para recibir a Jesús Sacramentado. También se alfombran algunas calles con romero y lavanda y se adornan los balcones. 

### Eventos taurinos
Hablar de Arganda, un pueblo con tanta tradición taurina, en fiestas patronales supone hablar de toros, pero especialmente de recortes. Estos son casi tan antiguos casi como las primeras tauromaquias, ya que aparecen en las primeras corridas de toros celebradas a pie, en las que se realizaban sin capa o con esta liada al brazo. Están muy extendidos principalmente en el Levante y en la meseta, siendo Arganda uno de los puntos que más recortadores aporta y donde más radicada esta la tradición.
Recortes de toros
Los recortes consisten en citar al toro de frente o un ligeramente ladeado y encararlo con carrera suave describiendo un cuarto de círculo hasta el encuentro con el toro, es ahí donde el recortador tiene que ganarle el sitio al animal, lo cual se hace de distintas formas, con un pasito hacia delante, o bien metiendo los riñones —estilo más espectacular—, que pasarán a escasos centímetros de la espalda del recortador. También son muy comunes en este tipo de fiestas, los quiebros y los saltos, bien con la garrocha o a cuerpo limpio, siendo el 'salto del ángel' el más impresionante y valorado de ellos. Se practica habitualmente con toros o novillos en concursos y en festejos populares en calles y plazas. 

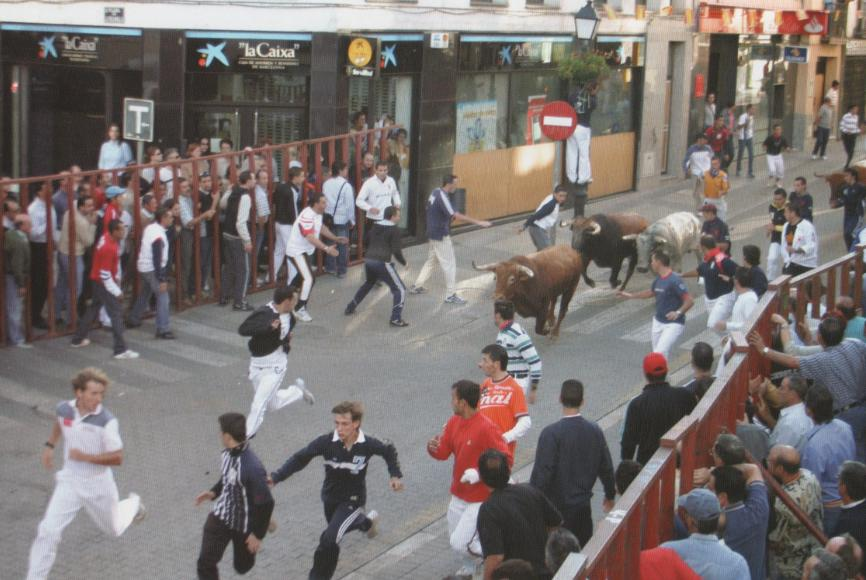
Encierros por la calle Real en las fiestas de 2005

En Arganda, el concurso de recortes marca el inicio de las fiestas patronales, y año tras año la plaza se abarrota para presenciar la destreza, sangre fría y serenidad de los recortadores.
El jurado en el concurso suele guiarse por los siguientes parámetros:
- Corte: Llamar al toro de frente, salir a su encuentro y cortarle el viaje ganándole la cara y saliendo de espaldas.
- Quiebro: Llamar al toro de frente, aguantar su llegada y engañarle con un movimiento de cintura.
- Recorte: Regatear al toro, andarle por la cara y evitar la cogida.

Otros de los eventos protagonistas durante las fiestas de Arganda son las capeas nocturnas y los encierros de toros, los cuales suelen constar de 2 trayectos. Unos que parten de la avenida del Ejército a la altura de la ermita de la Soledad, y otros que parten desde la calle Real a la altura del Cuartel General de la Guardia Civil. Las corridas de toros también tienen su importancia durante las fiestas, pero en mucha menor medida que lo que atraen los recortes o los encierros.

### Festivales de música
Arganda cuenta con la Ciudad del Rock, un espacio de 20 hectáreas y con un aforo de 96 000 personas construido en 2008 para acoger el festival Rock in Rio, y que desde entonces ha acogido otros festivales de música y espectáculos.
La Ciudad del Rock formó parte del proyecto social «Por un Mundo Mejor», que fue presentado en una rueda de prensa por Roberto Medina, el creador del festival Rock in Rio, Ginés López, el alcalde de Arganda del Rey, César Maia, alcalde de Río de Janeiro, el empresario musical Gay Mercader y Alejandro Sanz, el primer embajador del proyecto.

#### Rock in Rio
El macrofestival de música Rock in Rio se ha celebrado en la Ciudad del Rock de Arganda durante tres ediciones, en los años 2008, 2010 y 2012. Previamente a la edición madrileña, Rock in Rio visita Lisboa los días 30 y 31 de mayo y del 6 al 8 de junio. Y es que no hay que olvidar que el festival nació, como su nombre indica, en Río de Janeiro, donde albergó el evento durante las tres primeras ediciones: 1985, 1991 y 2001. En la siguiente edición de 2004, Rock in Rio llegó a Lisboa por primera vez, repitiendo en 2006. A lo largo de la historia del show han pasado por sus escenarios legendarias bandas de todo tipo de géneros del rock como Queen, AC/DC, Iron Maiden, Guns N'Roses, Red Hot Chili Peppers, Oasis o Metallica. Sin embargo, desde 2001, el festival amplió su catálogo de artistas instaurándose en el mainstream musical con cantantes como Sheryl Crow, Britney Spears, Carlinhos Brown, Alicia Keys o Shakira.
En la edición de Arganda del Rey 2008 destacaron en el cartel The Police, Franz Ferdinand, Shakira, Bob Dylan, Carl Cox, Amy Winehouse, Lenny Kravitz, Neil Young, Alanis Morissette, Jack Johnson y Jamiroquai.

#### A Summer Story
A Summer Story es un festival de música electrónica que comenzó a celebrarse en 2015 en la Ciudad del Rock y desde entonces tiene lugar todos los años en los meses de junio o julio.
Por A Summer Story han pasado los artistas más importantes de la música electrónica como Armin van Buuren, deadmau5, Paul Kalkbrenner, Eric Prydz, Marco Carola, Above & Beyond, Steve Angello, Nina Kraviz, Kaskade, Solomun, Nicky Romero, Dubifre b2b Nicole Moudaber, Oliver Heldens, Tale Of Us, Tchami, Pan-Pot, Don Diablo, Joris Voorn, Robin Schulz, Deep Dish, W&W, Paco Osuna, Deorro presents Panda Funk, Maya Jane Coles, Brennan Heart, Adam Beyer, Minus Militia, Ben Sims, Gunz For Hire, Joseph Capriati, Radical Redemption, Headhunterz, Da Tweekaz Ferry Corsten, Angerfist, Aly & Fila o Dj Nano con su Oro Viejo.
| Fecha         | Asistentes | Artistas | Horas de Música | Escenarios |
| ------------- | ---------- | -------- | --------------- | ---------- |
| Julio de 2015 | 27 000     | 62       | 30              | 6          |
| Junio de 2016 | 45 000     | 53       | 24              | 6          |
| Junio de 2017 | 60 000     | 87       | 30              | 7          |
| Junio de 2018 | -          | -        | -               | -          |

### Gastronomía

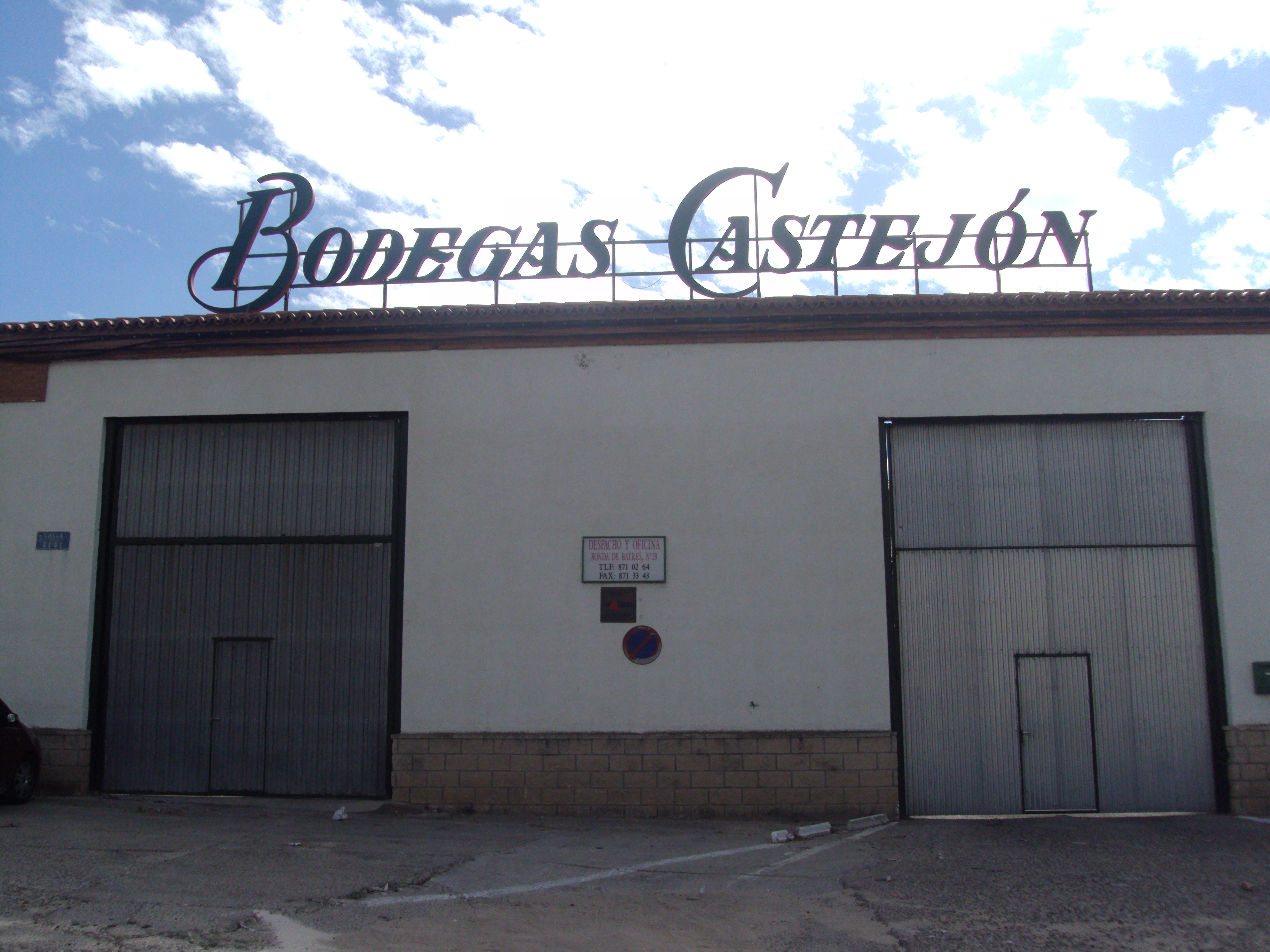
Bodegas Castejón, referencia en el vino denominación de origen argandeño

La gastronomía de Arganda del Rey destaca por sus vinos y su aceite de oliva virgen extra. Entre sus vinos están el Pago Vilches —vino joven, tinto, blanco y rosado—, el Viña Rendero —crianza, tinto—, o cualquiera de las Bodegas Castejón, vinos reconocidos en Estados Unidos, Alemania, Dinamarca y Holanda, entre otros. Esta bodega cuenta en su haber con numerosos premios a nivel nacional. En cuanto a platos, destacan las migas, la sopa de ajos, el cocido, las pochas, el potaje y las gachas. Estos platos no son típicamente argandeños sino que se pueden encontrar en demás pueblos de la región. También tienen fama los antiguos dulces, arrope morisco y bollito argandeño, que son las actuales tortas de Arganda.

### Deportes

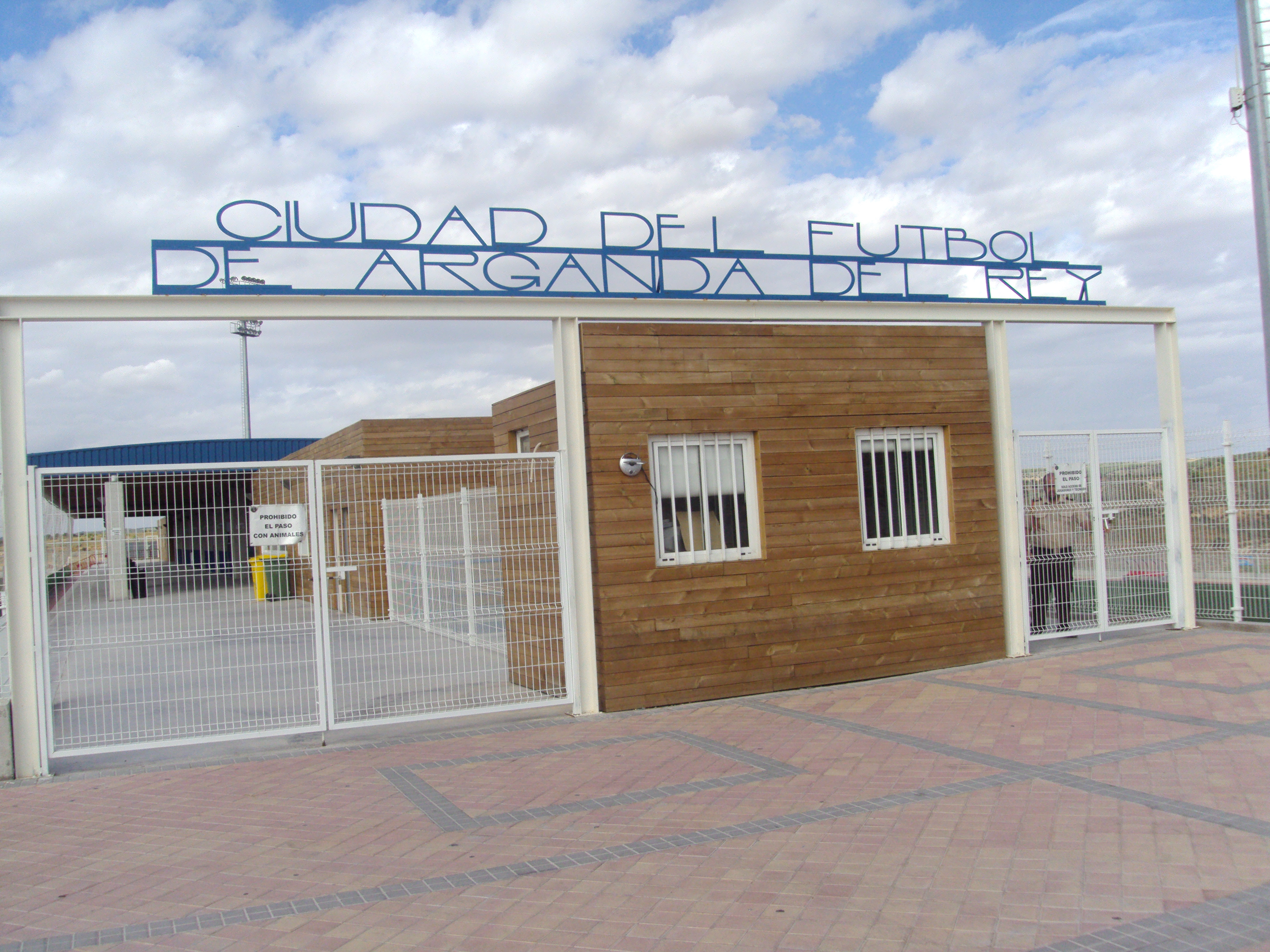
Ciudad del Fútbol de Arganda

Arganda cuenta con unas modernas instalaciones donde se puede realizar cualquier práctica deportiva. Destaca la ciudad deportiva Príncipe Felipe de reciente construcción y que está acondicionado con un pabellón con capacidad para 2500 espectadores, pistas de fútbol sala exteriores, pistas de tenis, de pádel, frontón, patinódromo, piscina de competición o un balneario urbano. Todo ello capacitado para albergar como ha sucedido, diversos campeonatos de baloncesto, gimnasia y fútbol en distintas categorías. 72 000 m² destinados al deporte, con una extensa variedad de propuestas y modalidades.
En el barrio de La Poveda está el otro complejo deportivo, el polideportivo municipal Virgen del Carmen, también perfectamente equipado. Además, en dicho barrio ha arrancado la construcción de una pista de patinaje que se convertirá en la más grande de la Comunidad de Madrid.
La Ciudad del Fútbol en El Mirador de El Grillero, dota a los muchos futbolistas locales de unas óptimas instalaciones independientes: dos campos de hierba artificial, con gradas y demás equipamientos en unas instalaciones que contará con una superficie de 26 000 m². En un futuro podrá albergar las populares Olimpiadas Escolares, gran fiesta del deporte base.
El ejemplo perfecto de lo involucrada que está la gente de Arganda con el deporte es el Premio Nacional del Deporte a la Mejor Entidad Local que recibió en 2002, compartido con Cádiz. La cuarta parte de los por entonces 33 000 vecinos de la ciudad practicaba deporte.
La tasa tan alta de deportistas que tiene Arganda fue una de sus bazas principales para alzarse con el preciado galardón, en el que apearon por el camino a otros candidatos como Valencia, Oviedo, Almería o Torremolinos.
Sin embargo, el municipio no cuenta con ningún equipo de nivel. Los grandes deportistas que ha dado el pueblo han destacado individualmente, como el campeón del mundo de kárate Iván Leal, el saltador y plusmarquista de España Arturo Ortiz o el actualmente deportista más popular en Arganda del Rey por ser clave en los éxitos de la selección española de fútbol-sala, el portero Luis Amado.

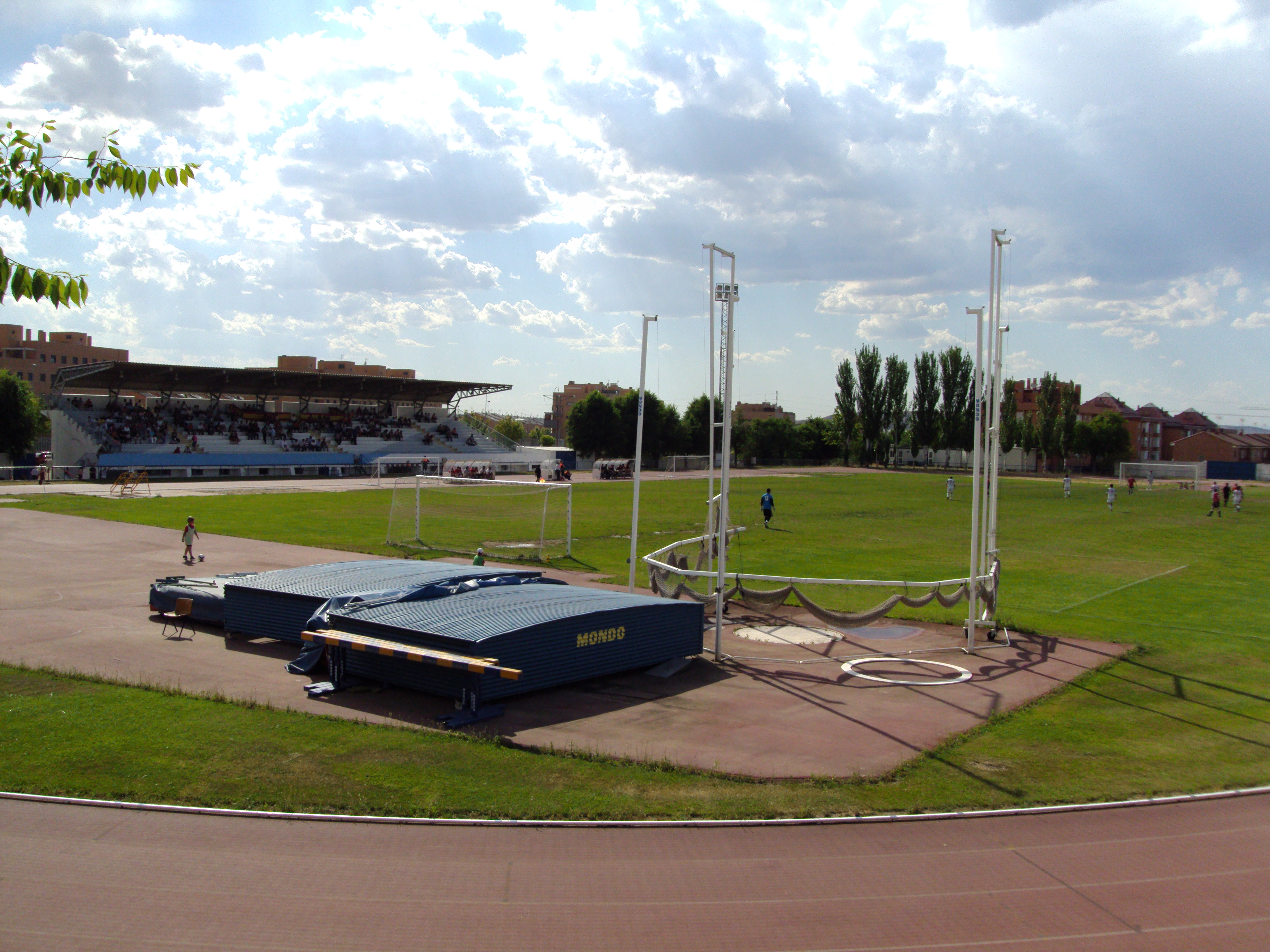
Estadio municipal de Deportes de Arganda

La ciudad ha preferido destinar sus recursos al uso público antes que a un equipo de alta competición.
El deporte rey es el fútbol, la A.D. Arganda milita en categoría preferente de la Comunidad de Madrid. El equipo fundado en 1964 y que viste con camiseta roja, pantalón negro y medias rojas, disputa sus encuentros en el estadio municipal de Deportes. La escuela de fútbol de Arganda sirve de cantera al primer equipo y de paso ofrece la posibilidad de jugar a nivel federado a muchos jóvenes. Sin embargo, el equipo femenino milita también en Preferente, con la diferencia que en el fútbol femenino es la liga regional más alta. Un nivel por encima está la liga Nacional, segunda categoría del fútbol femenino español.
El patinaje de velocidad argandeño casi siempre ha estado en el nivel más alto de la competición española, europea y mundial, contando el municipio con una larga lista de campeones nacionales y europeos, teniendo asiduamente representación en la selección española, sobre todo en los años 80 y 90. El actual club municipal de patinaje Arganda del Rey se crea a finales de los 80 como unión de tres clubes de gran historia, Alas Patín Club, La Unión y Club Patín Arganda. En 1990 Arganda y el CMP albergan los Campeonatos Europeos juveniles. Posteriormente, el club promueve la Escuela de Patinaje a nivel escolar.
El baloncesto, cuenta con un equipo propio, C.B. Arganda, que además, desde 2012 dispone de una nueva sede como es el pabellón deportivo Alberto Herreros, que ocupa una superficie de 2574,86 m² en planta y está ubicado en el barrio de la Perlita. El edificio dispone de una zona que alberga todas las necesidades administrativas, de acceso y de servicio al público de la pista, y otra de vestíbulo, con proximidad de una sala administrativa que funciona como sala de control de pista —iluminación y megafonía—. Esta última dispone además de un cerramiento de vidrio que permite la visibilidad y un acceso público que se puede dirigir a la pista y a la zona de gradas.
El kárate, la gimnasia rítmica, el atletismo o el ciclismo son otros de los deportes con más éxito en el municipio, ya que son varios los jóvenes que en esas modalidades han participado en campeonatos de España y Mundiales. Iván Leal es uno de los referentes del kárate a nivel internacional, ya que se ha proclamado dos veces campeón del mundo en kumite de menos de 75 kg en 2000 y 2002, otras tantas por equipos en 2002 y 2006, y siete veces campeón de Europa. En cuanto a atletismo cabe destacar el Club de Atletismo de Arganda. El 2003 fue un año histórico para el atletismo argandeño. Tres atletas consiguieron medalla de oro en el mismo campeonato de España juvenil, Alfonso López en 110 Vallas y Jonathan Martínez en salto de longitud fueron los más sonados. Un año más tarde este mismo atleta fue 10.º en el campeonato del mundo júnior y el atleta enrolado en las filas de la A. D. Marathón José España en 3000 metros lisos, (4.º en el Campeonato de Europa Júnior 2005 de 10 000). Un año antes la atleta Gloria Martínez consiguió ser doble campeona de España juvenil de triple salto. El C. M. A. Arganda se formó como club, en noviembre de 1985, dejando de formar parte de la estructura del club agrupación deportiva Marathón de Madrid. Sin embargo, el atletismo de Arganda como asociación vinculada a la formación deportiva atlética, data del 28 de diciembre de 1974. El ciclismo siempre ha tenido gran popularidad en este municipio, siendo Pablo Moreno su mejor representante. Después de proclamarse campeón de España, de Madrid y participar en los Campeonatos del Mundo participó como ciclista profesional en Tour de Francia, Giro de Italia y Vuelta a España.
El judo también es un deporte que ha llevado el nombre de la ciudad a lo más alto, de mano de Judo Club Arganda, dirigido por José Ariza y Azucena Baraza. La deportista Estela Serrano logró proclamarse campeona de España, campeona de Madrid en la categoría Ne Waza y el tercer puesto en la Cadet European Cup de Fuengirola en 2023.

### En la cultura popular
- Luis Buñuel, eligió en 1961 a Arganda para rodar los exteriores de su película Viridiana, donde puede verse sobre todo la plaza de la Constitución, la puerta de la iglesia de San Juan Bautista, la fuente de los Siete Caños y la calle Real.
- Luis Rafael Hernández Quiñones, escritor hispanocubano radicado en Arganda desde 2007 escribió el libro Leyendas de Arganda del Rey, donde recoge las principales historias de la localidad. También es director de la editorial Verbum, una de las más prestigiosas de España, fundada en 1990 y cuyas oficinas están en Arganda desde el año 2017.
- Existe desde hace siglos una polémica histórica sobre la dudosa procedencia de Miguel de Cervantes. En aquellos años Alcalá de Henares era el centro jurídico de la comarca y donde fue bautizado. Se sabe que sus abuelos y su madre Leonor de Cortinas eran argandeños, siendo Arganda el lugar en el que están enterrados. Por estos y otros motivos, algunos han mantenido que el célebre escritor naciera y se criara en Arganda, para más tarde trasladarse a Alcalá.[57] No obstante, el origen complutense del Príncipe de los Ingenios está fuera de toda duda desde hace muchos años por los más reconocidos cervantistas actuales (Jean Canavaggio y Carlos Alvar, por ejemplo), y pasados, como Luis Astrana Marín, que localizó la ubicación exacta de su casa natal. Su partida de bautismo original en la iglesia de Santa María la Mayor, de Alcalá, o la firma en 1580 de su puño y letra como «natural de Alcalá de Henares» de un documento relativo a su cautiverio, son solo dos de las numerosas evidencias del nacimiento del más grande escritor español en la ciudad de Alcalá.